# Luftangriffe auf Tokio

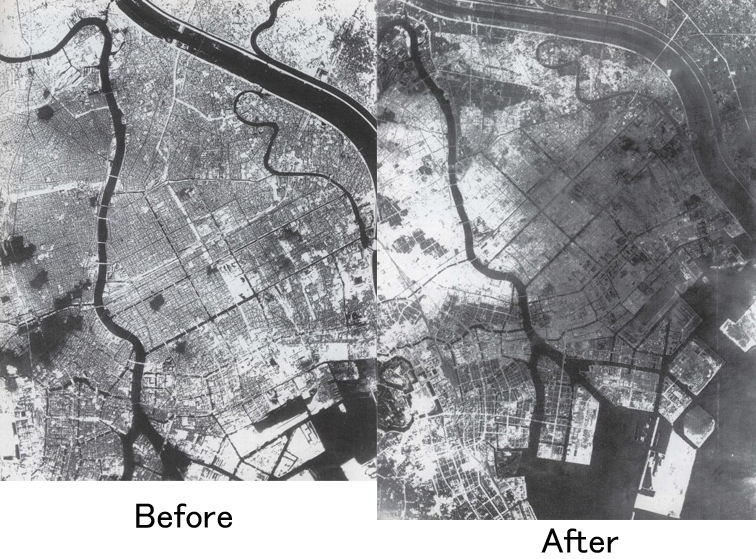
Stadtzentrum vor und nach den Luftangriffen

Die Luftangriffe auf Tokio (jap. 東京大空襲, Tōkyō Daikūshū) in den letzten Monaten des Zweiten Weltkrieges zerstörten die japanische Stadt Tokio zu über 50 %. In der Zeit von Dezember 1944 bis August 1945 war Tokio über 30-mal das Ziel von Bombereinheiten der United States Army Air Forces (USAAF). Auf keine weitere japanische Stadt erfolgten mehr Luftangriffe. Einzelne Angriffe gehören zu den zerstörerischsten der Geschichte; am 9. März 1945 gab es mehr unmittelbare Opfer als später in Hiroshima bzw. Nagasaki.

## Bedeutung der Stadt
Die Stadt Tokio bildete zusammen mit Kawasaki, Yokohama und weiteren kleineren Städten die Metropolregion Kantō. Dieses Ballungsgebiet galt zu Beginn des Zweiten Weltkrieges als die weltweit am meisten industrialisierte und dichtest besiedelte Region. Das urbane Gebiet umfasste eine Fläche von rund 2.500 km². Darin lebten 20 % der Bevölkerung der japanischen Hauptinseln. Tokio hatte im Jahr 1944 über 6,5 Millionen Einwohner und eine Bevölkerungsdichte von 77.699 bis 349.648 Einwohner pro km², womit es die größte japanische Stadt war. Das Stadtgebiet umfasste eine Fläche von über 577,5 km² und zählte rund 875.200 Wohngebäude, 48.300 Fabrikgebäude und 237.500 weitere Gebäude. Tokio war als Hauptstadt des Japanischen Kaiserreiches der wichtigste Verwaltungssitz. In der Stadt befand sich auch der Kaiserpalast, der Wohnsitz des Tennō Hirohito. Außerdem war Tokio das Finanz-, Industrie-, Handels-, Bildungs- und Kulturzentrum Japans mit zahlreichen Universitäten, Hochschulen, Forschungsinstituten, Theatern und Museen. Mit verschiedenen Flughäfen und Eisenbahnknotenpunkten von mehreren Hauptlinien war es ebenso das Verkehrszentrum des Landes.
In der Stadt waren große Industrieviertel angesiedelt. Der Großraum von Tokio war zu diesem Zeitpunkt die wichtigste Region für die japanische Kriegswirtschaft. In den Industrievierteln befanden sich eine Vielzahl großer Industriebetriebe und Fabriken. Diese umfassten unter anderem wichtige Betriebe für die Rüstungsproduktion, Flug- und Fahrzeugproduktion sowie für die Stahlproduktion. Ebenso war Tokio ein wichtiger Standort für die Ölindustrie. Daneben existierte eine Vielzahl von Kleinbetrieben, welche sich auf das ganze Stadtgebiet verteilten. Zusätzlich gab es unzählige Heimindustrien, die sich über die Wohngebiete verteilten. In der Kantō-Region erfolgte 20 % der japanischen Industrieproduktion und rund 16 % der japanischen Industriearbeiter arbeiteten in dieser Region. Auch war Tokio ein wichtiger Standort für das japanische Kernwaffenprojekt.
Die Hafengebiete von Tokio und Yokohama waren die wichtigsten des ganzen Landes. Rund 25 % des japanischen Außenhandels wurde in diesen Hafenanlagen abgewickelt. Die Häfen konnten eine Vielzahl von Fracht- und Passagierschiffen aufnehmen. Im Hafen von Yokohama befand sich die viertgrößte Werft des Landes mit umfassenden Produktions- und Reparatureinrichtungen für militärische und zivile Schiffe. Dem Hafen vorgelagert befanden sich 16 Ankerplätze für Großschiffe.
Im Vergleich zu anderen Städten auf den japanischen Hauptinseln hatte Tokio eine Berufsfeuerwehr und eine Freiwilligenfeuerwehr mit einer vergleichsweise großen Anzahl von Feuerwehrmännern. Die Berufsfeuerwehr hatte einen Bestand von 8.100 Feuerwehrmännern und 716 Löschzügen. Die Freiwilligenfeuerwehren verfügten aber nur über wenig neuwertiges Gerät und gingen im Brandfall nach veralteten Taktiken der Brandbekämpfung vor. Daneben existierte eine Zivilverteidigung, die aus Berufs- und Freiwilligenpersonal bestand. Aufgrund der vorherrschenden Bauweise und der schwach ausgeprägten Zivilverteidigung war Tokio durch den Einsatz von Brandbomben stark gefährdet. Das städtische Gebiet war dicht bebaut und die meisten Gebäude aus leicht entflammbaren Materialien wie Holz oder Papier errichtet. Zusätzlich lagen Industrie- und Militäranlagen oft in dicht besiedelten Gebieten. Nach dem Großen Kantō-Erdbeben 1923 wurden in Tokio regelmäßige Luftschutzübungen durchgeführt und ab 1937 erging an die kommunalen Verwaltungen die Anweisung, die Zivilbevölkerung mit Handbüchern zu versorgen, die das beste Verhalten bei Luftangriffen erklärten. Im Vorfeld des Krieges waren im Land nur wenige Luftschutzbunker und andere Schutzeinrichtungen für Zivilbevölkerung und Industrie errichtet worden. Mitte 1944 war weder die Feuerwehr noch die Zivilverteidigung adäquat auf die Luftangriffe vorbereitet.
Die Kantō-Region war das am besten verteidigte Gebiet in Japan. Als wichtiger Industrie- und Wirtschaftsstandort war dieser Region eine vergleichsweise große Anzahl Flieger- und Flakeinheiten zugeteilt. Trotzdem blieb die Luftabwehr weitgehend unvorbereitet gegen die bevorstehenden Angriffe, da nur wenige der verfügbaren Flugzeuge und Flugabwehrkanonen die Operationshöhe der B-29 von 9.000 bis 9.500 Metern erreichen konnten und nur wenige Radarstationen zur Frühwarnung einsatzbereit waren.

## Chronologie der Luftangriffe

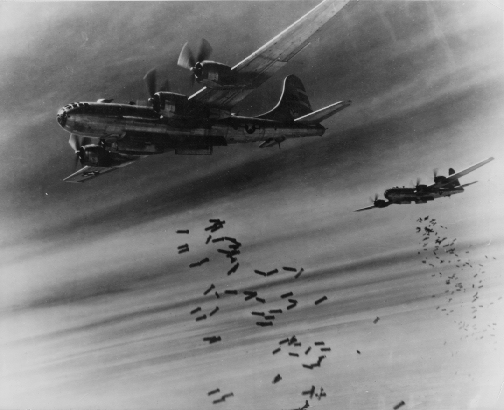
B-29 beim Angriff auf Tokio

Das vorrangige Ziel der Luftangriffe war die Zerstörung der Industriebetriebe von Tokio. Die Absicht dieser Angriffe war die Schwächung der japanischen Rüstungsindustrie, um die Versorgung der Kaiserlich Japanischen Armee einzuschränken und zu unterbinden. Das zweite Ziel war die Bevölkerung der Stadt. Mit der Vernichtung der Arbeitskräfte erhofften sich die Planer massive Einbußen in der Industrieproduktion. Das sollte zu Versorgungsengpässen beim Militär und der Zivilbevölkerung führen. Weiter wollte man die Moral (Arbeitsmoral, Durchhaltewillen usw.) der Bevölkerung schwächen oder brechen. Kaiser Hirohito sah sich bei einer Rundfahrt durch Tokio im März 1945 die Bombenschäden an. Dadurch soll er zu der Meinung gekommen sein, dass er den Krieg doch nicht mehr gewinnen könne. Das soll seine Entscheidung für die fünf Monate später erfolgte Kapitulation entscheidend beeinflusst haben.
Vom November 1944 bis im August 1945 erfolgten über 30 Luftangriffe auf die Stadt. Die Angriffe auf Tokio lassen sich grob in drei Phasen einteilen. Jede Phase war hinsichtlich der Angriffsziele, der Taktik und den verwendeten Bombentypen unterschiedlich. Die Luftangriffe der ersten Phase vom 24. November 1944 bis 27. Januar 1945 hatten primär Rüstungsbetriebe zum Ziel. Die Angriffe der zweiten Phase vom 10. Februar 1945 bis 29. Mai 1945 richteten sich gegen die Wohnviertel und die Zivilbevölkerung. Diese Angriffe erfolgten als Flächenbombardement. In der dritten Phase vom 10. Juni 1945 bis 15. August 1945 wurden wiederum Rüstungsbetriebe und Infrastruktur zur Versorgung der Armee und der Bevölkerung angegriffen.

### Frühe Angriffe

#### 18. April 1942
Für Japan überraschend flogen am 18. April 1942 US-Bomber den ersten US-amerikanischen Luftangriff auf Tokio (Doolittle Raid). Er war eine Reaktion auf den japanischen Angriff auf Pearl Harbor und sollte der US-Bevölkerung demonstrieren, dass die USA ebenfalls solche Angriffe durchführen konnten. Da die Alliierten damals keine Stützpunkte hatten, die nahe genug an Japan lagen, wurde der Angriff von leichten B-25B-Bombern geflogen, die vom Flugzeugträger Hornet starteten. Von den 16 gestarteten Bombern griffen 10 militärische und industrielle Ziele in Tokio und Yokohama an. Jeder Bomber war mit vier 500-Pfund-Sprengbomben (227 kg) oder mit vier Streubomben mit AN-M54-Stabbrandbomben beladen. Die abgeworfenen Bomben verursachten nur geringe Schäden. Der erste Angriff auf die japanischen Hauptinseln traf die japanische Flugabwehr völlig unvorbereitet; sie leistete kaum Gegenwehr. Keiner der angreifenden Bomber wurde abgeschossen.

### Phase eins

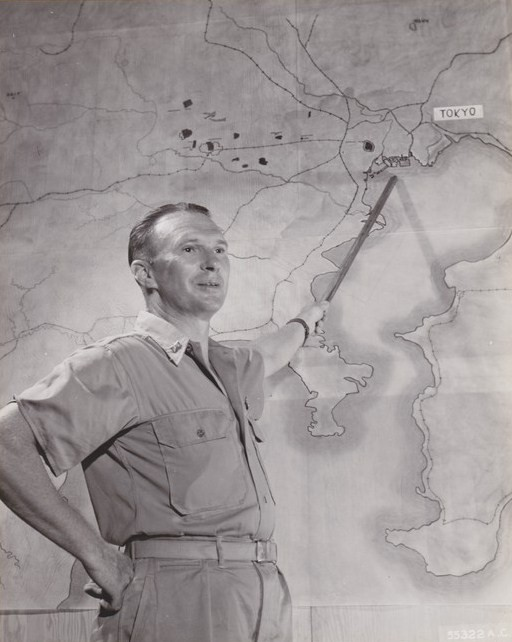
Brigadegeneral Haywood S. Hansell vor einer Karte des Großraum Tokio, November 1944

Die erste Phase begann am 24. November 1944 und dauerte bis zum 27. Januar 1945. In dieser Phase wurden Präzisionsangriffe aus großer Höhe mit wenigen Bombern durchgeführt. Die Angriffe wurden sowohl am Tag wie auch in der Nacht geflogen. Ziele dieser Angriffe waren Flugzeugfabriken und verschiedene weitere Industriebetriebe. Von sieben Angriffen in der Region Kantō galten sechs Angriffe Zielen in Tokio. Die erste Angriffsphase begann, nachdem im Oktober 1944 die ersten Einheiten des XXIth Bomber Command der Twentieth Air Force (20th AF) auf den Marianen stationiert worden waren. Dieser Verband war mit dem fortschrittlichen Bomber B-29 Superfortress ausgerüstet. Die B-29 konnte schwere Bombenlasten über weite Distanzen und in großer Höhe transportieren. Kommandeur des XXIth Bomber Command war Brigadegeneral Haywood Hansell.
Von der United States Army Air Forces wurden später die Präzisionsangriffe des XXIth Bomber Command in dieser Phase als wenig erfolgreich gewertet. Die Bombardements konnten die angegriffenen Industrieanlagen nicht nachhaltig zerstören, schwächten aber immerhin das Vertrauen der japanischen Zivilbevölkerung in die Luftverteidigung des Landes. Verschiedene Faktoren werden zur Erklärung der geringen Effektivität herangezogen. Den wichtigsten stellt das Wetter dar, da die Angriffe häufig durch über Japan vorherrschende Höhenwinde und dichte Bewölkung behindert wurden, die einen akkuraten Bombenabwurf erschwerten. Schlechtwetterfronten zwischen den Marianen und Japan führten überdies dazu, dass sich die Bomberformationen auflösten und Navigationsprobleme hatten. Daneben waren schlechte Wartung und eine Überbelegung der verfügbaren Stützpunkte weitere Gründe. Sie reduzierten die für Angriffe verfügbare Anzahl an Bombern und verkomplizierten den komplexen Start- und Landeprozess großer Bomberformationen.

#### 24. November 1944
Am 24. November erfolgte der erste Angriff mit schweren Bombern vom Typ B-29 Superfortress. Für die Mission 7 der Twentieth Air Force waren 111 B-29-Bomber des 73rd Bomb Wing auf den Marianen gestartet. Die Operation San Antonio I hatte die Nakajima-Flugzeugwerke im Stadtviertel Musashino zum Ziel. Das Arsenalviertel Musashino lag im Westen von Tokio. Jedes Flugzeug war mit 20 500-Pfund-Sprengbomben (227 kg) beladen. 17 Flugzeuge mussten den Angriff frühzeitig abbrechen. Das Führungsflugzeug war die SN 42-24592 „Dauntless Dotty“ der 497th Bombardment Group. Das Flugzeug wurde von Brigadegeneral Emmett O’Donnell, Jr., dem Kommandeur des 73rd Bomb Wing geflogen. Erster Offizier war Captain Robert K. Morgan und der Bombenschütze war Captain Vincent B. Evans. Beide waren vorher Besatzungsmitglieder der „Memphis Belle“ und galten als sehr erfahren. Im Zielgebiet herrschte dichte Bewölkung und die Bomber mussten das Ziel mit über 190 km/h Rückenwind anfliegen. Nur 24 Bombern gelang es, das Ziel aus einer Höhe von 8.230 bis 9.754 Metern zu bombardieren. Starke Seitenwinde führten zu einer großen Streuung der Bomben, so dass lediglich 48 Bomben das Zielgebiet trafen und nur geringen Schaden anrichteten. In der Fabrik wurden 57 Arbeiter getötet und 75 verletzt. Von den restlichen B-29 konnten 59 das Ziel nicht ausmachen und warfen ihre Bomben über Hafen- und Industrieanlagen sowie Wohngebieten ab. Fünf weitere Bomber warfen ihre Bomben über dem Dorf Matsuzaki ab. Rund 125 Jagdflugzeuge der 10. Fliegerdivision von der Kaiserlich Japanischen Armee flogen 184 Angriffe auf die Bomberformation. Nach US-Angaben gelang es den B-29, sieben Flugzeuge abzuschießen und neun weitere zu beschädigen. Bei diesem Angriff wurde eine B-29 durch einen Rammstoß zum Absturz gebracht und 11 B-29 wurden beschädigt. Eine B-29 stürzte auf dem Rückflug über dem Meer ab, wobei die gesamte Besatzung durch ein U-Boot gerettet werden konnte.

#### 27. November
Die Mission 8 der 20th AF hatte mit der Operation San Antonio II die Nakajima-Flugzeugwerke in Musashino zum Ziel. Die B-29 des 73rd Bomb Wing waren mit je 4.535 kg Spreng- und Brandbomben beladen. Von den 81 B-29-Bombern, die auf den Marianen gestartet waren, mussten 19 wegen stürmischen Wetters den Angriff abbrechen. Über Tokio angekommen, konnten die verbleibenden Flugzeuge die Ziele unter der geschlossenen Wolkendecke nicht identifizieren. Daraufhin bombardierten 49 B-29 mit Radarhilfe das Sekundärziel, die Hafenanlagen und Wohngebiete von Tokio. Sieben weitere warfen ihre Bombenlast über dem Ausweichziel, der Stadt Hamamatsu, ab. Bei diesem Einsatz wurden über 103 Tonnen Bomben abgeworfen, aber es fielen keine Bomben auf die Primärziele. Eine B-29 stürzte auf dem Rückflug ins Meer. Die Besatzung konnte nicht gefunden werden.

#### 29. November 1944
In der Nacht vom 29. auf den 30. November flog das 73rd Bomb Wing die Mission 9 der 9 AF. Die Operation Brooklyn I war ein Test für die bereits in Europa erfolgreich eingesetzten Stabbrandbomben. Die B-29-Bomber waren mit jeweils 3.175 kg Brandbomben vom Typ AN-M50 beladen. Das Ziel der 29 gestarteten Bomber war das Industrieviertel in der Hafenregion von Tokio. Die Bomber flogen durch eine Schlechtwetterfront in Richtung Japan. Wiederum lag Tokio unter einer geschlossenen Wolkendecke und die Bomber flogen das Ziel mit Radarhilfe an. 23 Bomber warfen ihre Bomben aus einer Höhe von 7.620 bis 10.119 Metern über dem Ziel ab. Der Angriff brannte rund 0,25 km² Stadtgebiet nieder. Die Bomberbesatzungen zählten fünf Attacken von japanischen Jägern. Das heftige Flakfeuer über dem Zielgebiet führte zum Verlust einer B-29.

#### 3. Dezember 1944
Die Mission 10 der 20th AF hatte wiederum die Nakajima-Flugzeugwerke im Stadtviertel Musashino zum Ziel. Am 3. Dezember starteten 86 B-29 des 73rd Bomb Wing, die mit je 3.175 kg Sprengbomben beladen waren. 73 der auf Saipan gestarteten Bomber erreichten Tokio und konnten das Ziel visuell ausmachen. Beim Anflug wurde die Führungsmaschine durch die Flak abgeschossen. An Bord der Maschine befanden sich Oberst R.T. King, der Kommandant der 500th Bombardment Group sowie Oberst Byron E. Brugge, der stellvertretende Stabschef des 73rd Bombardment Wing. Wiederum behinderten starke Höhenwinde einen akkuraten Bombenabwurf. Aus einer Höhe von rund 8.750 m warfen die B-29 über 231 Tonnen Bomben ab. Starke Seitenwinde führten zu einer großen Streuung der Bomben, so dass lediglich 27 AN-M64-Sprengbomben (227 kg) das Zielgebiet trafen und nur geringen Schaden anrichteten. Acht weitere Bomber konnten das Ziel nicht ausmachen und warfen ihre Bombenlast über dem Hafenviertel von Tokio ab. Während des Luftangriffes flogen japanische Jagdflugzeuge 75 Angriffe auf die Bomberformation. Nach dem Einsatz beanspruchten die amerikanischen Besatzungen zehn Abschüsse sowie weitere elf wahrscheinliche Abschüsse für sich. Zwei B-29 wurden von Jagdflugzeugen abgeschossen und vier gingen durch Rammstöße verloren. Sechs weitere Bomber wurden beschädigt und sechs gingen durch Unfälle verloren.

#### 27. Dezember 1944
Mit der Mission 10 startete die 20th AF einen weiteren Angriff auf die Nakajima-Flugzeugwerke in Musashino. Vom 73rd Bomb Wing starteten 72 B-29, beladen mit je 2.495 kg AN-M64-Sprengbomben (227 kg). Mit heftigen Höhenwinden kämpfend, erreichten 39 Bomber das Zielgebiet auf einer Flughöhe von 8.778 bis 10.302 Metern. Von den abgeworfenen Bomben trafen nur sechs das Ziel und richteten nur geringen Schaden an. Weitere neun B-29 konnten das Ziel nicht anfliegen und warfen ihre Bomben aufs Geratewohl über Tokio ab. Diese Bombenabwürfe trafen versehentlich auch ein Krankenhaus. Bei dieser Mission waren die Abwehrversuche durch japanische Jagdflugzeuge heftiger. Jagdflugzeuge der 10. Fliegerdivision von der Kaiserlich Japanischen Armee sowie Flugzeuge der 71. Luftflotte von der Kaiserlich Japanischen Marine griffen der Verband an. Es wurden 272 Attacken gezählt. Nach US-Angaben gelang es den Bombern, neun Jagdflugzeuge abzuschießen und sieben weitere zu beschädigen. Das 73rd BW verlor zwei Bomber durch Unfälle, ein weiterer wurde von einem Jäger abgeschossen.

#### 9. Januar 1945
Am 9. Januar flog das 73rd BW der 20th AF mit der Mission 18 einen wiederholten Angriff auf die Nakajima-Flugzeugwerke in Musashino. Auf den Marianen starteten 72 B-29-Bomber. Jeder war mit zehn 500-Pfund-Sprengbomben (227 kg) beladen. Infolge einer Schlechtwetterfront zwischen den Marianen und Japan mussten 19 Bomber den Flug abbrechen. 54 Flugzeuge erreichten in loser Formation auf einer Flughöhe von 8.992 bis 10.485 Metern die japanischen Hauptinseln. Dort wurden sie von 51 japanischen Jagdflugzeugen vom Typ Mitsubishi A6M „Reisen“ und Mitsubishi J2M „Raiden“ abgefangen. Bei den darauffolgenden Luftkämpfen wurde eine B-29 abgeschossen, 10 weitere wurden beschädigt. Von den 53 Bombern die das Zielgebiet erreichten, warfen 34 ihre Bombenlast aufs Geratewohl über dem Stadtgebiet von Tokio ab. Nur 18 B-29 vermochten das Ziel unter der geschlossenen Wolkendecke mittels Radar auszumachen und zu bombardieren. Wiederum richteten die abgeworfenen Bomben keine gravierenden Schäden an den Fabrikhallen an. Nach dem Einsatz beanspruchten die amerikanischen Besatzungen drei Abschüsse sowie weitere elf wahrscheinliche Abschüsse für sich. Drei weitere Jagdflugzeuge sollen beschädigt worden sein. Das 73rd BW verlor sechs Bomber: Zwei B-29 wurden von Jagdflugzeugen abgeschossen und vier gingen durch Rammstöße verloren. Sechs weitere Bomber wurden beschädigt und drei gingen durch Unfälle verloren.

### Phase zwei

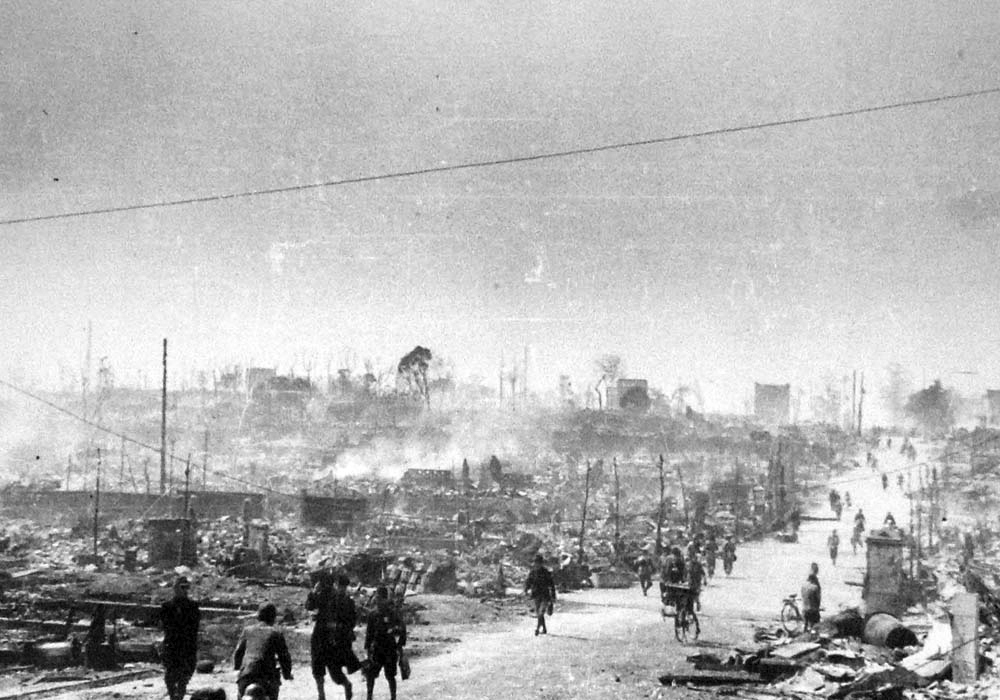
Niedergebranntes Stadtviertel von Tokio nach dem Luftangriff vom 10. März 1945. Fotografiert von Ishikawa Koyo

Ende Dezember 1944 beschloss der Oberbefehlshaber der USAAF, General Henry H. Arnold, der mit den Leistungen des XXIth Bomber Command unter Brigadegeneral Haywood Hansell unzufrieden war, diesen abzulösen. Außerdem passte Hansells Bevorzugung von Präzisionsbombardements nicht mehr in die Taktik des Hauptquartiers der Twentieth Air Force, das eine Verschiebung hin zu Flächenbombardements wünschte. Dazu kam die Überlegung, dass bei der leichten Holzbauweise japanischer Häuser die Wirkung von Brandbomben weitaus größer sein würde als die von Sprengbomben. Der Nachfolger von Hansell wurde Curtis LeMay. Der Entscheid wurde Hansell am 6. Januar 1945 mitgeteilt. Er konnte aber bis Mitte des Monats auf seinem Posten verbleiben. Aufgrund der schlechten Ergebnisse bei der Präzisionsbombardierung und des Erfolgs des Testangriffes mit Napalm auf Kōbe am 3. Februar beschloss General LeMay, ab Ende Februar auch solche Angriffe gegen Tokio fliegen zu lassen. Das entsprach auch der von General Arnold festgelegten Zieldirektive für das XXIth Bomber Command, laut der urbanen Gebieten die zweithöchste Priorität nach Flugzeugwerken zuteil kam. Um die Effektivität der Luftangriffe zu maximieren, ordnete LeMay an, dass die B-29-Bomber bei Nacht auf einer Flughöhe von 1.500 bis 2.500 Metern angreifen sollten. Die zweite Phase, in der überwiegend Flächenbombardements mit Brandbomben geflogen wurden, dauerte vom 10. Februar bis zum 29. Mai 1945. In dieser Phase wurden sechs schwere Luftangriffe auf die Wohnviertel von Tokio geflogen.
Die ersten Luftangriffe unter dem Kommando von Curtis LeMay führten zu unterschiedlichen Resultaten. Das XXIth Bomber Command flog zwischen dem 10. Februar und dem 12. April mehrere große Präzisionsangriffe, die als wenig erfolgreich eingestuft wurden. Nach dem Beginn der massiven Brandbombenangriffe wurde diese zweite Phase von der United States Army Air Forces dann als großer Erfolg gewertet. Dem XXIth Bomber Command gelang es, eine riesige Fläche der Stadt niederzubrennen und wichtige Industriebetriebe zu zerstören. Bei den Brandbombenangriffen starben zehntausende Bewohner und hunderttausende wurden obdachlos. Die verheerenden Zerstörungen und die enorm hohen Opferzahlen führten bei vielen Japanern zu der Einsicht, dass das Militär nicht länger fähig sein würde, die Hauptinseln effektiv zu verteidigen. Die amerikanischen Verluste waren im Vergleich zu den japanischen minimal; nur wenige Bomber gingen infolge Feindeinwirkung verloren.

#### 27. Januar 1945
Die Mission 24 der 20th AF hatte wiederum ein Präzisionsbombardement der Nakajima-Flugzeugwerke in Musashino zum Ziel. Jeder B-29-Bomber transportierte zwölf 500-Pfund-Sprengbomben (227 kg) in den beiden Waffenschächten. Von 74 gestarteten Flugzeugen des 73rd Bomb Wing mussten zwölf frühzeitig umkehren. Vor den Japanischen Hauptinseln fingen 190 Jagdflugzeuge vom Typ Nakajima Ki-44 „Shoki“, Kawasaki Ki-45 „Toryu“, Kawasaki Ki-61 „Hien“, Mitsubishi J2M „Raiden“ und Nakajima J1N „Gekko“ den Bomberverband ab. In den darauffolgenden Luftkämpfen wurden 10 Rammversuche von japanischen Flugzeugen beobachtet. Über Tokio angekommen, schlug der Bomberformation heftiges Flakfeuer entgegen, und wiederum behinderten starke Höhenwinde und dichte Bewölkung ein zielgerichtetes Bombardement. Keiner der in einer Höhe von 7.468 bis 9.022 Metern anfliegenden Bomber konnte das Ziel ausmachen. Daraufhin bombardierten 56 Bomber mittels Radarhilfe das Sekundärziel, das Hafenviertel von Tokio. Der Angriff forderte 1.241 Tote, Vermisste sowie Verletzte am Boden. 4.400 Personen wurden durch den Angriff obdachlos. Die B-29-Besatzungen gingen davon aus, sechs feindliche Jäger sicher und 17 weitere möglicherweise abgeschossen zu haben. Weitere 39 Jagdflugzeuge sollen beschädigt worden sein. Das 73rd BW verlor neun Bomber: Fünf B-29 gingen durch die japanische Abwehr verloren, vier weitere stürzten auf dem Rückflug ab oder gingen bei der Landung zu Bruch. Fünf gerammte B-29 flogen beschädigt zu den Marianen zurück.

#### 10. Februar 1945
Mit der Mission 29 der 20th AF flog das 313th Bomb Wing seinen ersten Einsatz gegen die japanischen Hauptinseln. Das Ziel der Operation Fraction I war das Nakajima-Flugzeugwerk in Ota, einem Vorort von Tokio. Für diesen Einsatz wurden die B-29-Bomber der 73rd und 313th Bomb Wing mit 500-Pfund-Sprengbomben (227 kg) und 500-Pfund-Napalmbomben vom Typ AN-M76 beladen. Von den 120 auf den Marianen gestarteten Maschinen stürzte eine unmittelbar nach dem Start ins Meer und mussten 18 den Angriff frühzeitig abbrechen. Weitere 16 B-29 konnten mit ihren noch unerfahrenen Besatzungen das Ziel nicht anfliegen und bombardierten stattdessen die Hafenviertel von Tokio. 84 Bomber warfen ihre Bombenlast aus einer Höhe von 7.925 bis 8.961 Metern auf das Primärziel ab. Nur sieben AN-M76 und 97 Sprengbomben (wovon sich später 43 als Blindgänger herausstellten) trafen das Fabrikgelände. Die Bomben zerstörten oder beschädigten elf von 37 Werkshallen. Die Schäden entstanden überwiegend durch die Brände, welche die AN-M76-Brandbomben entfachten. Bei diesem Angriff stießen die amerikanischen Bomber auf starke japanische Abwehr. 90 Jagdflugzeuge der 10. Fliegerdivision von der Kaiserlich Japanischen Armee sowie 300 Flugzeuge der 71. Luftflotte von der Kaiserlich Japanischen Marine griffen der Verband an. In den darauffolgenden Luftkämpfen über der Kantō-Ebene schossen sie fünf amerikanische Bomber ab und beschädigten weitere 29. Eine weitere B-29 wurde durch einen Rammstoß zum Absturz gebracht und zwei Bomber kollidierten in der Luft und stürzten ab. Sieben weitere Bomber mussten auf dem Rückflug notwassern und eine weitere B-29 stürzte aus unbekannten Gründen ab. Nach US-Angaben gelang es den B-29, 21 japanische Jagdflugzeuge abzuschießen und 26 weitere zu beschädigen.

#### 16.–17. Februar 1945
An diesen Tagen führte die US Navy die ersten trägergestützten Luftangriffe auf die japanischen Hauptinseln durch. Ziel der durch die Task Force 58 (TF 58) durchgeführten Angriffe war es, japanische Flugzeuge zu zerstören, welche die ab dem 19. Februar auf Iwo Jima landenden amerikanischen Kräfte angreifen könnten. Die TF 58 konnte unentdeckt in japanische Gewässer vordringen und am 16. und 17. Februar Flugfelder und Flugzeugwerke in der Region Tokio angreifen. Unter anderem warfen 73 Flugzeuge der US Navy bei einem Tiefflug-Angriff auf die Nakajima-Flugzeugwerke in Musashino rund 39 Tonnen Sprengbomben auf die Fabrikhallen. Weiter griffen die Flugzeuge auch verschiedene Schiffe in der Bucht von Tokio an und versenkten einige von ihnen. An den Angriffen waren trägergestützte Flugzeuge vom Typ TBF Avenger, SB2C Helldiver und F6F Hellcat beteiligt. Nach den Angriffen beanspruchten die amerikanischen Piloten 341 Abschüsse und 160 am Boden zerstörte Flugzeuge für sich. Die eigenen Verluste lagen bei 60 Abschüssen und 28 durch Unfälle verlorengegangenen Flugzeugen. Die tatsächlichen japanischen Verluste durch die Angriffe sind unklar; das Kaiserliche Hauptquartier gab die eigenen Verluste mit 78 abgeschossenen Flugzeugen und keine Zahlen für die am Boden zerstörten an.

#### 19. Februar 1945
Am 15. Februar begann die Schlacht um Iwojima. Mit der Mission 37 der 20th AF wollte man von diesem Angriff ablenken und die japanischen Jagdflugzeuge über den Hauptinseln binden. Für die Operation Enkindle IV starteten von den 73rd und 313th Bomb Wings 150 B-29 auf den Marianen. Ein weiteres Mal war ein Präzisionsbombardement der Nakajima-Flugzeugwerke in Musashino geplant. Dazu waren die Bomber mit jeweils 2.467–3.112 kg Sprengbomben oder AN-M50-Stabbrandbomben beladen. Bei diesem Einsatz gelang es wiederum nicht, das Primärziel anzugreifen. 119 Flugzeuge erreichten Tokio auf einer Flughöhe von 7.468 bis 9.144 Metern. Die Besatzungen konnten das Ziel, das unter Dunst und Cirruswolken lag, nicht erkennen. Mit Radarhilfe warfen die Flugzeuge ihre Bombenlast über dem Sekundärziel – dem Stadt- und Hafengebiet von Tokio – ab. Zwölf weitere Flugzeuge warfen ihre Bomben aufs Geratewohl über der Stadt ab. Weitere 13 hatten den Flug bereits frühzeitig wegen technischer Probleme und heftiger Höhenwinde abgebrochen. Wiederum war auch bei diesem Angriff die japanische Abwehr stark. Die Bomberbesatzungen zählten neben heftigem Flakfeuer 570 Attacken von Jagdflugzeugen. Nach dem Einsatz beanspruchten die amerikanischen Piloten 36 Abschüsse sowie 16 wahrscheinliche Abschüsse für sich. 37 Jagdflugzeuge sollen beschädigt worden sein. Die Amerikaner verloren zwei B-29 durch Rammstöße japanischer Jäger, ein Bomber musste auf dem Rückflug notwassern und ein weiterer ging bei der Landung zu Bruch.

#### 25. Februar 1945
Mit der Mission 38 der 20th AF fand der erste Brandbombenangriff auf die Wohngebiete von Tokio statt. Die Operation Meetinghouse I war der erste gemeinsame Angriff der drei Geschwader 73rd, 313th und 314th Bomb Wings und ein großangelegter Test für die späteren Brandbombenangriffe. Erstmals sollten über Tokio die Napalm-Streubomben vom Typ AN-M69 zum Einsatz gebracht werden. Dieser Brandbombentyp war eigens für den Angriff auf japanische Städte entwickelt worden. Die B-29 waren mit jeweils 1.789–3.205 kg Brand- oder Splitterbomben beladen. Für diesen Tageseinsatz starteten 229 Flugzeuge auf den Marianen. Infolge einer Schlechtwetterfront zwischen den Marianen und Japan mussten 25 Bomber den Flug abbrechen. 201 Flugzeuge erreichten in loser Formation auf einer Flughöhe von 7.163 bis 9.449 Metern die japanischen Hauptinseln. Tokio war an diesem Tag von einer dichten Wolkendecke bedeckt und es schneite stark in der Stadt. Von den anfliegenden Bombern warfen 28 ihre Bombenlast aufs Geratewohl über dem Stadtgebiet ab. Die Hauptformation aus 172 Bombern lud ihre Bombenlast mit Radarhilfe über dem Primärziel – dem Stadtbezirk Shinjuku – ab. Innerhalb von zwei Stunden wurden in sieben Angriffswellen knapp 40 Tonnen Splitterbomben sowie über 396 Tonnen Napalmbomben auf Tokio abgeworfen. Der Angriff war weniger erfolgreich als der vorausgegangene gegen Kōbe. Zum einen warfen die Flugzeuge ihre Bomben nicht aus einer geschlossenen Formation ab und die kleinen Bomben verteilten sich so über ein großes Gebiet. Zum anderen wurden die Streubomben in einem größeren Zeitintervall abgeworfen, was zu einer geringeren Trefferdichte führte. Anstelle eines Feuersturmes brachen verschiedene Flächenbrände aus. Diese vernichteten rund 2,0 km² städtisches Wohngebiet und brannten 29.970 Gebäude nieder. Bei diesem Luftangriff stießen die B-29 auf nur geringen Widerstand. Zwei Bomber wurden durch die japanische Abwehr abgeschossen, zwei weitere kollidierten in der Luft und stürzten ab. Eine weitere ging bei der Landung zu Bruch.

#### 4. März 1945
Mit der Mission 39 startete die 20th AF ein weiteres erfolgloses Präzisionsbombardement der Nakajima-Flugzeugwerke in Musashino. Auch bei diesem Angriff fielen keine Bomben auf das Primärziel, da dieses unter den dichten Regenwolken nicht erkennbar war. Stattdessen bombardierten 159 der 192 gestarteten B-29-Bomber das Stadt- und Hafengebiet von Tokio mittels Radarhilfe. 18 weitere Flugzeuge warfen die Bomben aufs Geratewohl über der Stadt ab. Der Angriff erfolgte aus einer Flughöhe von 7.650 bis 8.809 Metern mit Brand- und Sprengbomben. Da keine Zielauswertung erfolgte, ist über den angerichteten Schaden nichts bekannt. Der Angriff stieß nur auf schwache Gegenwehr und kein Flugzeug ging durch Feindeinwirkung verloren. Eine B-29 musste auf dem Rückflug notwassern. Eine weitere, die SN 42-65286 „Dinah Might“ der 9th Bombardment Group verlor infolge eines defekten Tankventils sehr viel Kerosin. Der Pilot Oberleutnant Raymond F. Malo entschied sich zu einer Notlandung auf der noch umkämpften Insel Iwojima. Nachdem die Maschine dort unter feindlichem Beschuss gelandet war, erfolgte in kurzer Zeit eine Notreparatur und das Flugzeug wurde aufgetankt. Danach startete die B-29 wieder und flog zurück nach Tinian. Das war die erste von über 2.000 noch folgenden Notlandungen auf dieser Insel. Nach dieser Mission beendete die Twentieth Air Force die erfolglosen Präzisionsangriffe aus großer Höhe.

#### 9. März 1945

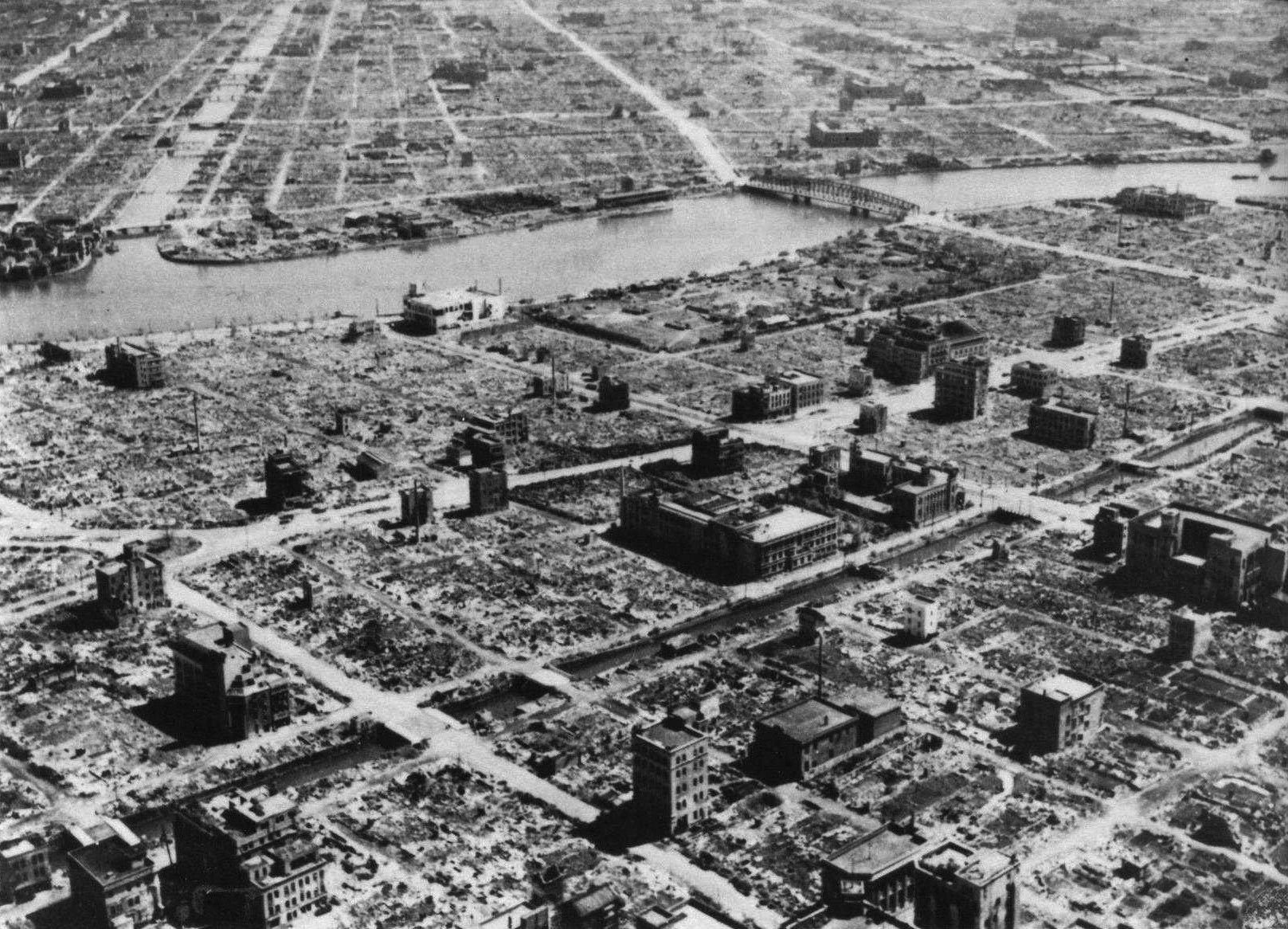
Niedergebrannte Wohnviertel von Tokio am 10. März 1945

Nachdem der Brandbombenangriff vom 25. Februar nicht den gewünschten Erfolg erbracht hatte, wiederholte die 20th AF mit der Mission 40 den Angriff. Nochmals war für die Nacht vom 9. auf den 10. März ein Flächenangriff mit Brandbomben auf die Wohngebiete von Tokio angesetzt. Diesmal sollte der Angriff aus einer viel geringeren Flughöhe erfolgen. Für die Operation Meetinghouse II sammelte das XXI Bomber Command alle verfügbaren Kräfte der 73rd, 313th und 314th Bomb Wings. Am späten Nachmittag des 9. März hoben auf den Marianen 346 B-29-Bomber in Richtung Tokio ab. Es dauerte rund drei Stunden, bis alle Bomber gestartet waren. Nachdem die Flugzeuge eine Schlechtwetterzone mit heftigen Turbulenzen durchflogen hatten, erreichten kurz vor Mitternacht 279 Bomber die Bucht von Tokio. Zur gleichen Zeit erreichten 12 vorausfliegende Pfadfinder-Flugzeuge von den 73rd BW und 314th BW bei guter Sicht bereits die Stadt. Jeder dieser Bomber war mit 184 AN-M47-Bomben, der maximal möglichen Anzahl dieses Bombentyps beladen. Acht Minuten nach Mitternacht begannen diese Flugzeuge mit den Brandbomben drei aneinander liegende Zielgebiete in den Stadtteilen Shitamachi und Asakusa zu markieren. Die drei Gebiete entsprachen zusammen einem Rechteck mit einer Seitenlänge von etwa 6,4 km und 4,8 km. In diesem dichtbesiedelten Gebiet lebten rund 1,2 Millionen Menschen. Daneben befanden sich auch verschiedene Einkaufs-, Industrie- und Geschäftsviertel im Zielgebiet. Kurz nach diesen ersten Bombenabwürfen wurde in Tokio um 00.15 Uhr Fliegeralarm ausgelöst. Nachdem die Zielgebiete markiert waren, erreichten die Hauptformationen die Stadt. Jedem Bomb Wing war eine bestimmte Flughöhe zugeordnet. Die B-29-Bomber des 314th Bomb Wing flogen auf einer Höhe von 1.524–1.768 Meter (5.000–5.800 Fuß), die des 313th Bomb Wing auf 1.829–2.042 Meter (6.000–6.700 Fuß) und die Bomber des 73rd Bomb Wing auf 2.134–2.316 Meter (7.000–7.600 Fuß). Die drei Hauptformationen bombardierten die Zielgebiete in einem kontinuierlichen Bomberstrom mit AN-M69-Brandbomben. Jeder Bomber hatte 24 M19-Streubomben (E46) mit jeweils 38 AN-M69-Napalmbomben im Waffenschacht. Die Streubomben öffneten sich in einer Höhe von 762 m (2.500 Fuß) und verteilten die AN-M69-Kleinbomben mit einer hohen Trefferdichte. Während knapp zwei Stunden warfen im Durchschnitt jede Minute zwei B-29 ihre Bombenlast ab. 20 Bomber konnten ihre Ziele nicht ausmachen und warfen ihre Bomben aufs Geratewohl ab. In dieser Nacht wurden über Tokio 117 Tonnen AN-M47- und 1.473,3 Tonnen AN-M69-Brandbomben abgeworfen. Starke Westwinde mit 45–74 km/h entfachten aus den Flächenbränden einen Feuersturm. Rund 30 Minuten nach Angriffsbeginn hatte die Feuerwehr und die Zivilverteidigung der Stadt die Kontrolle über die Brände verloren. Obwohl auch Feuerwehreinheiten aus anderen Präfekturen zu Hilfe eilten, konnte nicht verhindert werden, dass 41 km² niederbrannten – das entsprach 7 % des Stadtgebietes. Auf dem Rückflug konnten die Bomberbesatzungen die Brände in der Stadt noch aus einer Entfernung von über 240 km erkennen. Die japanische Polizei schätzte, dass durch den Angriff und die Brände 83.793 Menschen umgekommen und 40.918 verwundet sowie über eine Million obdachlos geworden waren. Nachkriegsschätzungen gehen von 80.000 bis 185.000 Toten aus. Während die Großfeuer im Verlauf des 10. März erloschen, brannten einzelne Stadtteile drei Tage lang. Dabei wurden 256.070 Gebäude ein Raub der Flammen. Über eine Million Menschen wurden in den darauffolgenden Tagen aus dem Großraum von Tokio evakuiert. Durch die enormen Verluste unter der Bevölkerung erwies sich die Operation Meetinghouse II als der zerstörerischste einzelne Luftangriff der Geschichte. Die japanischen Nachtjäger erwarteten die B-29-Bomber auf einer Höhe von 9.144 m (30.000 Fuß) und wurden durch die viel niedrigere Flughöhe der Bomber überrascht. Die Nachtjäger flogen daraufhin 40 Attacken auf die B-29, konnten aber keinen Abschuss erzielen. Über Tokio wurden die Bomber mit mäßigem bis schwerem Flakfeuer beschossen, bis die Flakstellungen dem Feuer zum Opfer fielen. Im Laufe der Nacht wurden neun B-29 über Tokio durch Flakfeuer abgeschossen und fünf Flugzeuge wurden so schwer beschädigt, dass sie auf dem Rückflug notwassern mussten. Weitere 42 B-29 kamen mit Flakschäden auf den Marianen an. Eine weitere Maschine musste nach einer Bruchlandung abgeschrieben werden.

#### 1. April 1945
In der Nacht vom 1. auf den 2. April erfolgte mit der Mission 51 der 20th AF ein weiterer Versuch zur Zerstörung der Nakajima-Flugzeugwerke in Musashino. Der Nachtangriff sollte aus niedriger Flughöhe als Präzisionsbombardement mit Radarhilfe erfolgen. Die Flugzeuge des 73rd Bomb Wing führte je rund 8.800 kg Sprengbomben mit. Von 121 gestarteten Flugzeugen bombardierten 115 das Ziel aus einer Flughöhe von 1.776 bis 2.426 Metern. Trotz klaren Himmels konnte das Ziel wiederum nicht präzise getroffen werden. Von den rund 92,4 Tonnen abgeworfenen Bomben trafen lediglich 3,6 Tonnen das Zielgebiet. Auf späteren Luftaufnahmen konnten zum vorherigen Angriff keinen neuen Schäden am Flugzeugwerk festgestellt werden. Die schwache japanische Flak konnte bei diesem Angriff einen Bomber abschießen und fünf weitere gingen aus technischen Gründen verloren. Die Amerikaner gingen davon aus, einen feindlichen Jäger abgeschossen zu haben.

#### 3. April 1945
Die Mission 59 und Mission 57 der 20th AF erfolgte in der Nacht vom 3. auf den 4. April. Die Ziele dieser Missionen war ein Präzisionsbombardement der Koizumi- und Tachikawa-Motorenwerke in den Außenbezirken von Tokio. Diese Motorenwerke waren die drittgrößten in Japan. Vom 313th BW bombardierten 48 B-29 das Ziel in Tachikawa und 61 Bomber vom 73rd BW bombardierten das Ziel in Koizumi. 18 weitere Bomber bombardierten als Ausweichziel das Stadt- und Hafengebiet von Tokio. Wiederum befanden sich beide Ziele unter einer dichten Wolkendecke und der Bombenabwurf erfolgte mit Radarhilfe. Bei beiden Missionen kamen AN-M64-Sprengbomben (227 kg) und AN-M76-Napalmbomben (227 kg) zum Einsatz. Von der Nakajima-Fabrik in Koizumi wurde 23,8 % des Fabrikgeländes verwüstet und das Motorenwerk in Tachikawa wurde nahezu vollständig zerstört. Bei den Angriffen vom 3./4. April ging eine B-29 aus unbekannten Gründen verloren und vier weitere wurden beschädigt.

#### 7. April 1945
Die Mission 58 der 20th AF am 7. April hatte ein weiteres Mal die Nakajima-Flugzeugwerke in Musashino zum Ziel. Bei der Operation Enkindle VII wurden die B-29-Bomber erstmals von rund 91 P-51-Mustang-Jagdflugzeugen eskortiert. Vom 73rd BW starteten 107 B-29. Diese waren mit 4.000-Pfund-AN-M56-Sprengbomben (1.814 kg) beladen. Bei diesem Tagesangriff wurde vorgängig eine große Anzahl AN-M26-Leuchtbomben (24 kg) abgeworfen und das Ziel konnte von der Hauptformation gut ausgemacht werden. Zwei Bomber konnten das Ziel nicht anfliegen und warfen ihre Bombenlast über dem Stadtgebiet von Tokio ab. Die Hauptformation von 101 B-29 flog das Ziel in einer Höhe von 3.505 bis 4.740 Metern an und warf bei klarem Wetter 471,8 Tonnen Bomben ab. Rund 26 % der Bomben trafen das Ziel und richteten schweren Schaden an. Rund 10 % der Fabrikhallen wurden komplett zerstört. Der Angriff stieß auf heftige Gegenwehr der Japaner. Die B-29-Besatzungen zählten 531 Attacken von Feindflugzeugen. Die P-51-Jagdflugzeuge meldeten bei zwei Eigenverlusten den Abschuss von 21 Angreifern. Die B-29-Besatzungen beanspruchten weitere 80 Abschüsse sowie 23 wahrscheinliche Abschüsse für sich. Drei B-29 wurden von japanischen Jagdflugzeugen abgeschossen. Zwei weitere wurden über dem Ziel von der Flak abgeschossen und einer von den Bomben eines über ihm fliegenden Flugzeuges getroffen und stürzte ab. Weitere 66 Bomber wurden beschädigt, 31 davon mussten auf Iwojima notlanden. Bei diesem Angriff wurden von den B-29 versuchsweise die Radar-Störsysteme APT-1 Dinah und APQ-2 Rugs für Elektronische Gegenmaßnahmen eingesetzt. Weiter warfen einzelne Bomber auch Düppel zur Radartäuschung ab.

#### 12. April 1945

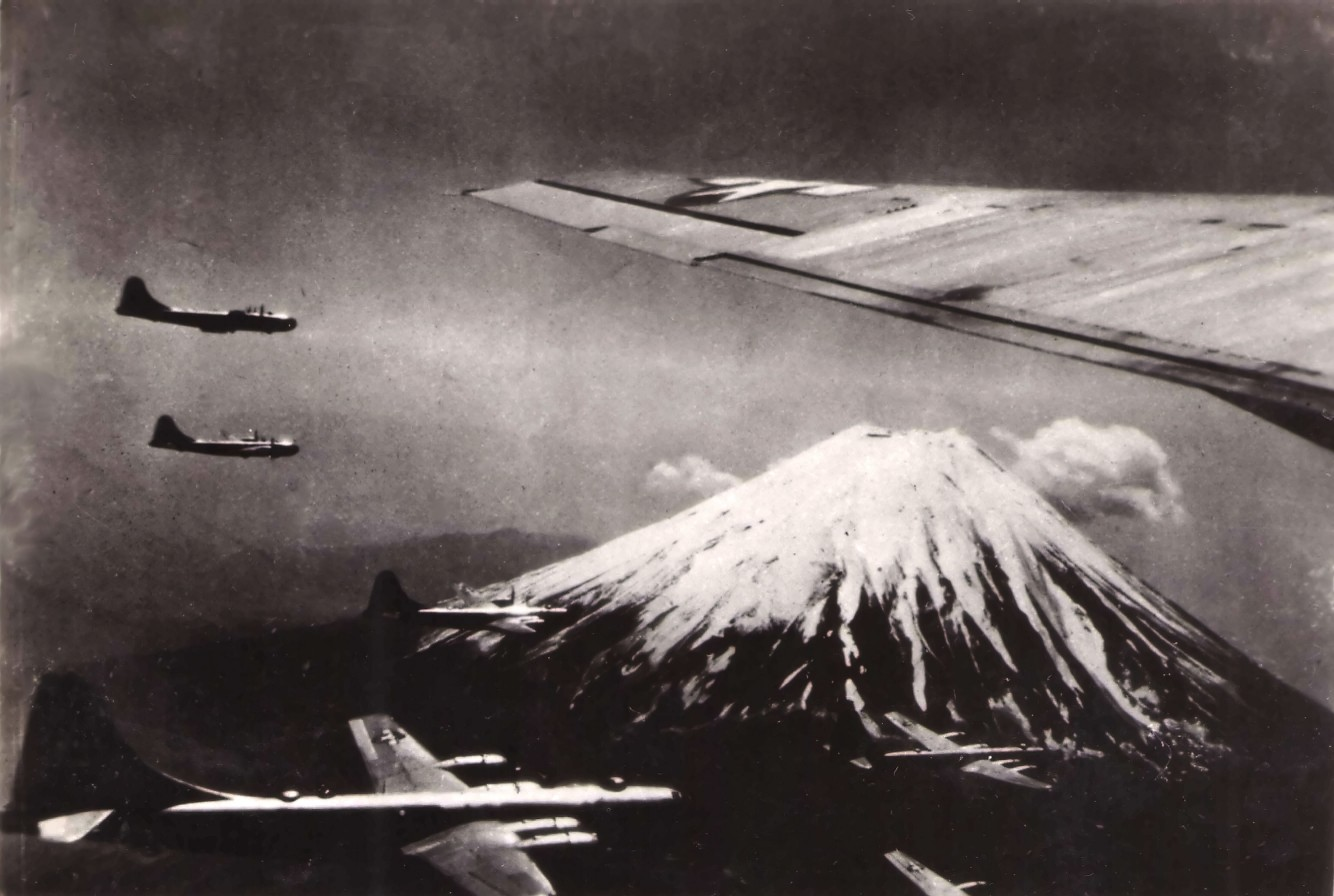
B-29 passieren den Vulkan Fuji beim Angriff auf Tokio

Bei der Mission 63 der 20th AF waren nochmals die Nakajima-Flugzeugwerke in Musashino das Ziel. Auf den Marianen starteten 114 B-29 vom 73rd BW, die mit 2.000-Pfund-AN-M66-(907 kg)-Sprengbomben beladen waren. Wiederum erfolgte der Flug unter Begleitschutz von 102 P-51-Mustang-Jägern. 93 Bomber erreichten das Zielgebiet in einer Höhe von 3.658 bis 5.182 Metern. Das Ziel war von dichtem Dunst bedeckt und der Bombenabwurf erfolgte mit Radarhilfe. Von den abgeworfenen 444 Tonnen Bomben trafen rund 58 Tonnen das östliche Fabrikareal. In diesem Gebiet wurden 94 % der Gebäude zerstört. Von den restlichen Fabrikgebäuden wurden weitere 10 % zerstört. Bislang zerstörten alle auf diese Fabrik geflogenen Angriffe rund 63 % der Fabrikgebäude. Elf weitere Bomber mussten das Sekundärziel – die Mitsubishi-Motorenfabrik Shizuoka – anfliegen. Die Hallen der erst kürzlich fertiggestellten Fabrik wurden durch den Angriff zu 86 % zerstört. Die Amerikaner zählten 105 Angriffe durch japanische Jagdflugzeuge. Die B-29-Besatzungen beanspruchten 16 Abschüsse sowie zwei wahrscheinliche Abschüsse für sich. Weitere zehn Jagdflugzeuge sollen beschädigt worden sein. Die Jagdflieger der P-51 Mustang meldeten 20 Abschüsse bei zwei eigenen Verlusten. 36 Bomber wurden von der Abwehr beschädigt, aber keiner stürzte ab.

#### 13. April 1945
Mit der Mission 67 der 20th AF führten die 73rd, 313th und 314th Bomb Wings einen weiteren Flächenangriff mit Napalmbomben auf Tokio durch. Ziel war der südliche Stadtteil Riken, welches westlich von dem am 9. März bombardierten Gebiet befand. In Riken konzentrierten sich zwischen Wohnvierteln verschiedene große Arsenale, Industriebetriebe und Rüstungsfabriken. Für die Operation Perdition I starteten in der Nacht vom 13. auf den 14. April 348 B-29-Bomber auf den Marianen. Bei klarem Nachthimmel markierten vorausfliegende Flugzeuge vom 314th BW mit AN-M47-Phosphorbomben das Zielgebiet. Danach bombardierte der Hauptverband in mehreren Wellen aus einer Höhe von 1.393 bis 3.353 Metern das Zielgebiet mit AN-69-Napalm-Streubomben. Drei Bomber konnten wegen Turbulenzen und des starken Rauchs die Ziele nicht ausmachen und warfen ihre Bomben irgendwo über dem Großraum von Tokio ab. In dieser Nacht fielen 33 Tonnen AN-M64- (227 kg) und AN-M59 (454 kg) Sprengbomben mit Langzeitzündern sowie 205 Tonnen AN-M47- und 1.750 Tonnen AN-M69-Brandbomben auf Tokio. Der daraus entfachte enorme Feuersturm und ausgedehnte Flächenbrände brannten eine Fläche von knapp 30 km² nieder und zerstörte 170.500 Gebäude. Aufgrund der vorherigen Evakuierung der Einwohner blieben die Opferzahlen verhältnismäßig gering. Die japanische Polizei schätzte, dass durch den Angriff rund 2.500 Menschen umgekommen und 4.700 verwundet sowie 650.000 obdachlos geworden waren. Eine riesige Menge an leichten und schweren militärischen Geräten wurde von dem Feuer vernichtet. Die Munitionslager für Artilleriemunition und Bomben der Luftwaffe fingen Feuer und explodierten. Dabei wurden auch Laboratorien zur Isotopentrennung und Uran-Anreicherung des japanischen Nuklearforschungsprogrammes niedergebrannt. Mit der Zerstörung dieser Anlagen musste Japan die Entwicklung von Kernwaffen aufgeben. Nach dem Angriff beanspruchten die Amerikaner für sich bei Verlusten von sieben B-29, sechs japanische Flugzeuge abgeschossen sowie zwei weitere beschädigt zu haben. Sechs B-29 stürzten vermutlich durch die heftigen thermischen Winde der Flächenbrände ab und ein Flugzeug musste auf dem Rückflug notwassern. Die geringen Verluste schrieben die U.S. Army Air Force den Radar-Störsystemen und Düppeln der B-29 zu.

#### 15. April 1945
Die Mission 69 der 20th AF in der Nacht vom 15. auf den 16. April war ein Flächenangriff mit Brandbomben gegen drei Ziele im Großraum von Tokio. Mit der Operation Arrange I wurden Angriffe auf Tokio und dessen Vororte Kawasaki und Yokohama geflogen. Wiederum waren Industrie- und Wohnviertel die Ziele. In dieser Nacht herrschten neben guten Sichtverhältnissen starke Höhenwinde und die Bomber flogen ihre Ziele mit Radarhilfe an. Auf Tokio warfen 118 B-29-Bomber aus einer Höhe von 2.438 bis 3.082 Metern 295 Tonnen AN-M47- und 419 Tonnen AN-69-Brandbomben sowie 13,6 Tonnen AN-M41- Splitterbomben ab. Auf die Ziele in Kawasaki und Yokohama warfen 194 B-29-Bomber 283 Tonnen AN-M47- und 737 Tonnen AN-69-Brandbomben sowie 36,8 Tonnen AN-M41-Splitterbomben ab. Die Angriffe brannten in Tokio weitere 22,3 km² und in Kawasaki 9,3 km² Stadtgebiet nieder. Der Angriff auf Yokohama brannte 3,9 km² nieder, was rund 55 % des Stadtgebietes entsprach. In Tokio und Yokohama wurden 217.130 Gebäude ein Raub der Flammen, in Kawasaki wurden 31.603 Gebäude niedergebrannt. Die Bomberbesatzungen zählten neben heftigem Flakfeuer 22 Attacken von Jagdflugzeugen. Nach dem Einsatz beanspruchten die amerikanischen Piloten einen Abschuss sowie einen weiteren wahrscheinlichen Abschuss für sich. Die Amerikaner verloren elf Bomber und ein weiterer machte auf dem Rückflug eine Bruchlandung auf Iwojima.

#### 23. Mai 1945
Die Mission 181 der 20th AF war ein weiterer Flächenangriff mit Brandbomben auf Tokio. Es war der größte Luftangriff des Zweiten Weltkrieges, der mit B-29-Bombern durchgeführt wurde. Beteiligt waren die 58th, 73rd, 313th und 314th Bomb Wings mit 558 B-29-Bombern. Ziel dieses Nachtangriffes waren die Wohn- und Industrieviertel südlich des Kaiserpalastes an der Westseite des Hafens. 44 vorausfliegende B-29 markierten das Zielgebiet mit AN-M47-Phosphorbomben. Ab 3 Uhr Guamzeit begannen 476 Bomber bei starker Bewölkung Tokio zu erreichen. Die vier Hauptformationen bombardierten mit AN-M69-Napalmbomben in einem kontinuierlichen Bomberstrom das markierte Gebiet. Während rund anderthalb Stunden warfen im Durchschnitt jede Minute über vier B-29 ihre Bombenlast aus einer Höhe von 2.377 bis 4.602 Metern ab. In einer bislang unerreicht kurzen Zeit fielen knapp 540.000 AN-M69-Kleinbomben mit einer hohen Trefferdichte auf das Zielgebiet. Schnell entstanden aus den zahllosen Großfeuern ausgedehnte Flächenbrände. 36 Bomber konnten wegen des Rauchs und der heftigen Turbulenzen ihre Ziele nicht ausmachen und warfen ihre Bomben irgendwo über dem Stadtgebiet von Tokio ab. In dieser Nacht wurden auf Tokio 725 Tonnen AN-M47-, 2.725 Tonnen AN-69-Brandbomben sowie 41 Tonnen AN-M50-Stabbrandbomben abgeworfen. Durch diesen Angriff wurden weitere 14 km² städtischer Wohnraum mit einer Vielzahl Heimindustrien sowie verschiedene kriegswichtige Industriebetriebe komplett niedergebrannt. Da viele der Einwohner bereits aus diesem Stadtteil evakuiert worden waren, blieben die Opferzahlen mit rund 1.500 Toten verhältnismäßig gering. Neben heftigen Flakfeuer zählten die B-29-Besatzungen 83 Attacken durch Jagdflieger. Nach dem Angriff beanspruchten die Amerikaner sechs Abschüsse und zwei weitere Jagdflugzeuge sollen beschädigt worden sein. 69 Bomber erlitten Beschädigungen und 17 gingen verloren: Eine B-29 wurde von einem Jagdflugzeug abgeschossen und zwölf weitere gingen vermutlich durch Flakbeschuss verloren. Vier weitere Bomber gingen durch Unfälle bei Start und Landung zu Bruch.

#### 25. Mai 1945

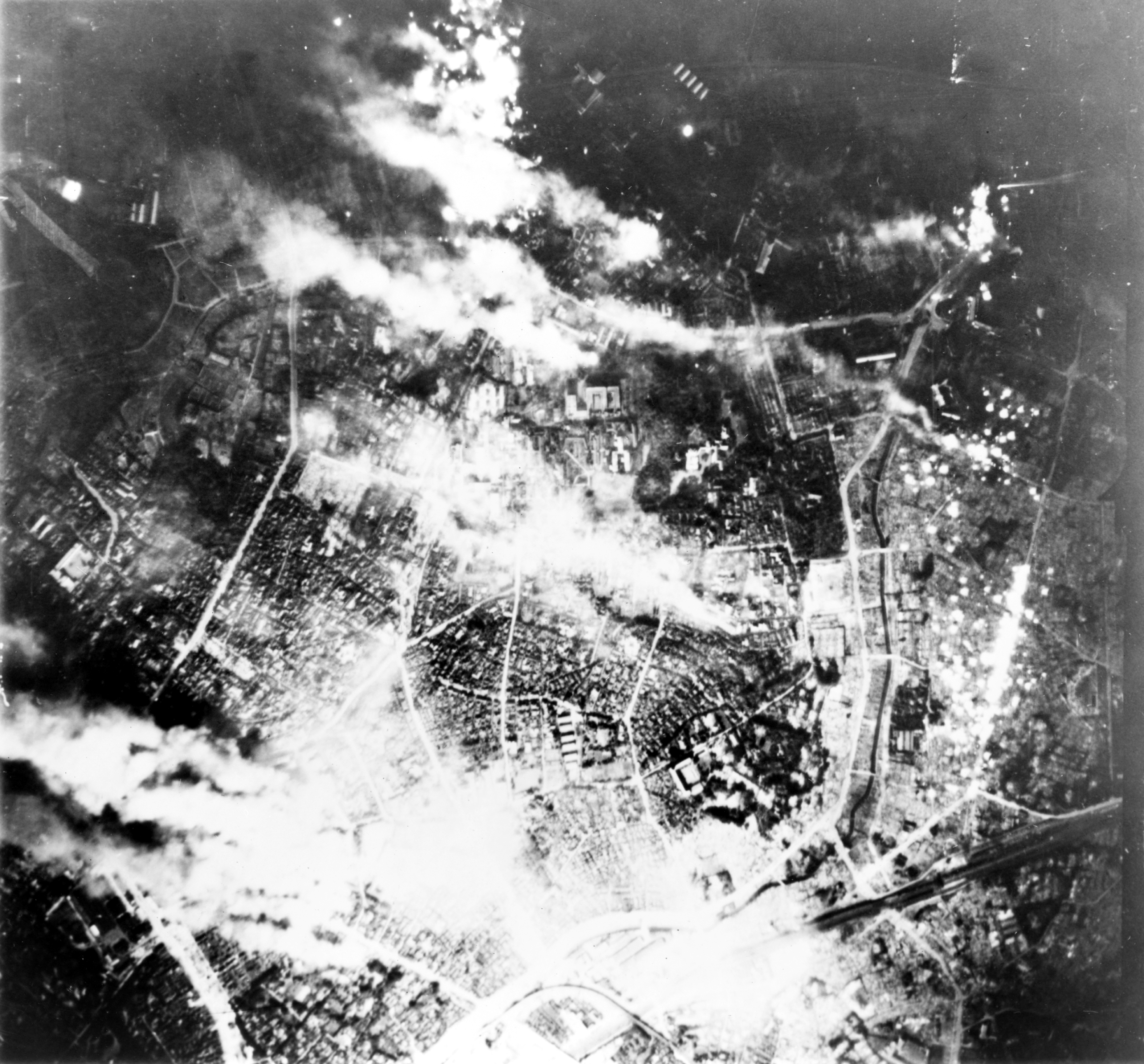
Das brennende Tokio am 26. Mai 1945

Für die Mission 183 der Twentieth Air Force sammelte das XXIth Bomber Command nochmals alle verfügbaren Kräfte der 58th, 73rd, 313th und 314th Bomb Wings. Ziel des Angriffes im Stadtzentrum von Tokio waren die Stadtviertel nördlich des am 23. Mai bombardierten Gebietes in der Nähe des Kaiserpalastes. Neben Wohngebieten mit einer großen Anzahl Heimindustrien befanden sich Finanz-, Einkaufs- und Verwaltungsdistrikte in dem Zielgebiet. Im Voraus hatten die Bomberbesatzungen den Auftrag erhalten, nicht auf den Palast zu zielen, da die US-Regierung es nicht riskieren wollte, Tennō Hirohito zu töten. Für diesen Nachtangriff starteten auf den Marianen 502 B-29-Bomber. Von jedem Bomb Wing flogen zwölf B-29 zur Zielmarkierung voraus und warfen AN-M76-Brandbomben ab. Ab 23:38 Uhr erreichten die vier Hauptformationen mit 464 Bombern Tokio bei guter Sicht. Sie bombardierten in einem kontinuierlichen Bomberstrom die markierten Gebiete mit Brandbomben. Während rund zweieinhalb Stunden warfen im Durchschnitt jede Minute drei B-29 ihre Bombenlast aus einer Höhe von 2.412 Metern ab. Die entfachten Großfeuer entwickelten sich zu ausgedehnten Flächenbränden. Diese verursachte neben dichtem Rauch auch starke Turbulenzen, so dass viele nachkommende Flugzeuge auf eine Höhe von über 6.500 m steigen mussten und von dort ihre Bombenlast mit Radarhilfe abwarfen. Weitere 34 Bomber konnten wegen des Rauchs und der heftigen Turbulenzen ihre Ziele nicht ausmachen und warfen ihre Bomben aufs Geratewohl ab. In dieser Nacht wurden auf Tokio 583 Tonnen AN-M47-, 796 Tonnen AN-M50-, 1.276 Tonnen AN-M69-, 298 Tonnen AN-M76-Brandbomben sowie 3,6 Tonnen AN-M41-Splitterbomben abgeworfen. Den außer Kontrolle geratenen Flächenbränden konnte die arg dezimierte Feuerwehr nichts entgegensetzen und so brannten weitere 44 km² Stadtfläche nieder. Auch vorgängig angelegte Brandschneisen konnten die Ausbreitung des Feuers nicht verhindern. Bei keinem weiteren Luftangriff in der Geschichte wurde eine größere Stadtfläche vernichtet. Der Angriff brannte im Stadtzentrum von Tokio verschiedene Wohn- und Industrieviertel komplett nieder. Während des Luftangriffes flogen 80 japanische Nachtjäger 99 Angriffe auf die Bomberformation. Nach dem Einsatz beanspruchten die amerikanischen Piloten 19 Abschüsse sowie weitere 14 wahrscheinliche Abschüsse für sich. Die Amerikaner verloren 26 B-29-Bomber bei dem Einsatz. Fünf wurden durch die japanische Flak abgeschossen, einer stürzte auf dem Rückflug ins Meer und 20 weitere gingen aus unbekannten Gründen verloren. 100 Bomber erlitten Kampfschäden.

#### 29. Mai 1945

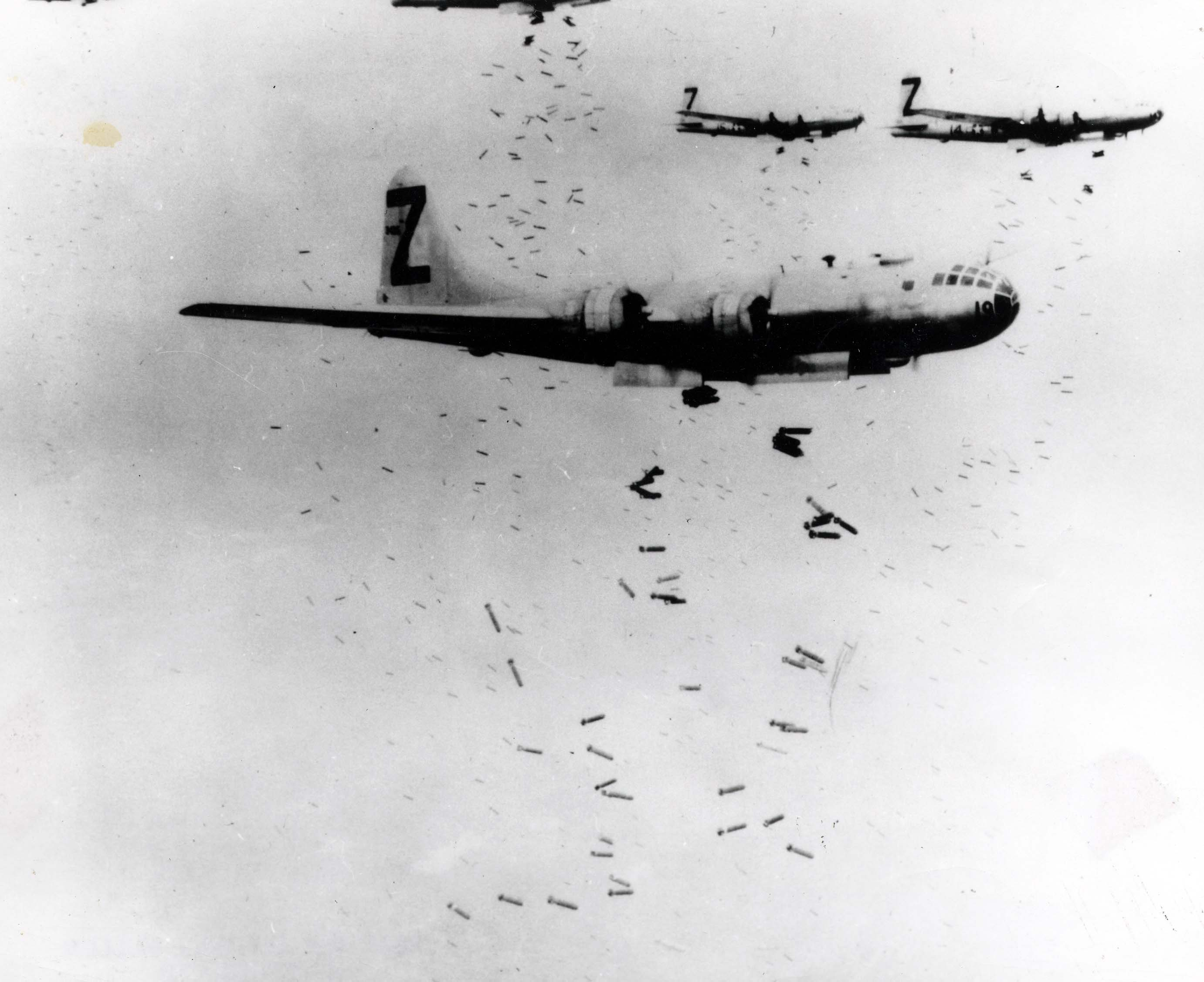
B-29 des 73rd Bomb Wing beim Abwurf von AN-M47-Brandbomben über Yokohama am 29. Mai 1945

Die Mission 186 war wiederum ein Flächenangriff mit Brandbomben und richtete sich gegen Yokohama, einen südwestlich gelegenen Vorort von Tokio. Bei diesem Tagesangriff wurden die Bomber der 58th, 73rd, 313th und 314th Bomb Wings von 101 P-51-Mustang-Jagdflugzeugen des VII Fighter Command aus Iwojima begleitet. Das Ziel war das Hafen- und Stadtgebiet mit einem wichtigen Wirtschaftsdistrikt und verschiedenen Wohn- und Industrievierteln. Von 517 gestarteten Bombern erreichten 454 das Zielgebiet um 10:14 Uhr.  Während der folgenden rund 75 Minuten warfen im Durchschnitt jede Minute sechs B-29 ihre Brandbomben aus einer Höhe von 5.334 bis 6.401 Metern ab. 56 weitere B-29 konnten wegen Turbulenzen und des starken Rauchs die Ziele nicht ausmachen und warfen ihre Bomben ungezielt über Yokohama ab. Die Bomber warfen bei diesem Einsatz 706 Tonnen AN-M47-, 17 Tonnen AN-M50- und 1.722 Tonnen AN-M69-Brandbomben ab. Die überforderte Feuerwehr konnte der Vielzahl der Großfeuer und Flächenbrände nur wenig entgegensetzen, sodass weitere knapp 18 km² niederbrannten, was 34 % des Stadtgebietes entsprach. Der Angriff stieß auf heftige Gegenwehr der Japaner. 150 Jagdflugzeuge vom Typ A6M fingen den Verband ab. In den darauffolgenden Luftkämpfen schossen sie zwei amerikanische Bomber ab und beschädigten weitere 175. Eine B-29 wurde durch einen Rammstoß eines japanischen Jägers zum Absturz gebracht. Die Piloten der P-51 berichteten im Anschluss von 26 sicheren und 23 möglichen Feindabschüssen bei zwei Eigenverlusten. Über dem Ziel wurden drei weitere Bomber von der Flak abgeschossen. Zwei Bomber mussten auf dem Rückflug notwassern und weitere 39 auf Iwojima notlanden.

### Phase drei

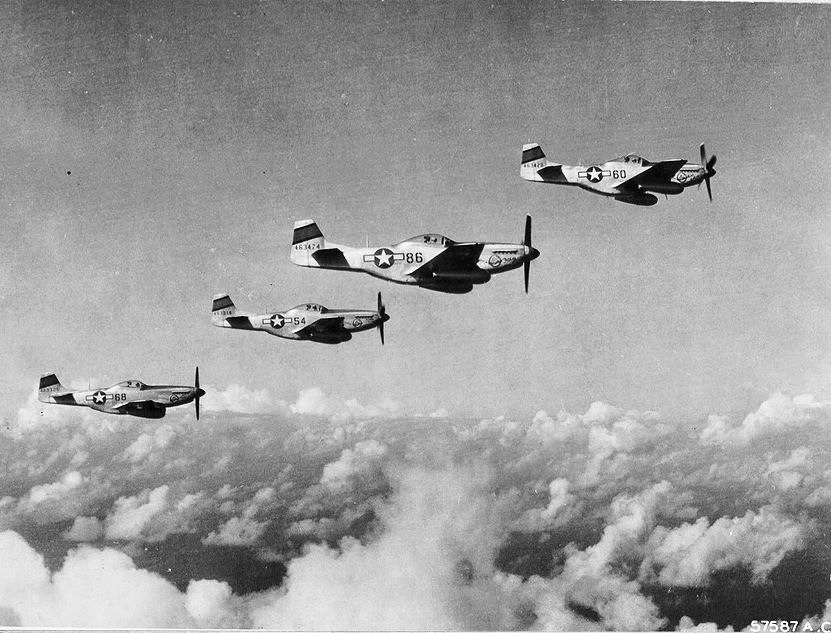
In Iwo Jima stationierte P-51 Mustang der 15th Fighter Group (VII Fighter Command), Juni 1945

Nach den Angriffen der Phase zwei lagen 50,8 % des Tokioter Stadtzentrums in Schutt und Asche, weshalb das XXIth Bomber Command es von seiner Zielliste strich. Die dritte Phase dauerte vom 10. Juni bis zum 15. August 1945. In dieser wurden Präzisionsangriffe auf die noch verbliebenen Industrie- und Rüstungsbetriebe geflogen, die bereits beschädigt waren oder denen eine geringere Bedeutung beigemessen wurde. Als weitere Angriffsziele kamen die Betriebe der Ölindustrie sowie Kraftwerke dazu. Mit diesen Angriffen wollte man auch den Druck auf die japanische Regierung durch weitere Bombardierungen erhöhen. Die Angriffe in dieser Phase erfolgten zum Teil im Rahmen von großangelegten kombinierten Luftangriffen, die verschiedene Ziele in verschiedenen Städten zum Ziel hatten. Danach beendete die 20th Air Force die Angriffe, da es keine Industriebetriebe mehr gab, welche es zu bombardieren lohnte. Die Bomberangriffe in dieser Phase erfolgten generell aus mittlerer Flughöhe und es kamen primär Sprengbomben zum Einsatz. Daneben wurden Ziele im Großraum von Tokio mehrfach von trägergestützten Kampfflugzeugen der Task Force 58 (TF 58) sowie von Kampfflugzeugen aus Iwojima angegriffen.
Von der United States Army Air Forces wurden später die Präzisionsangriffe des XXIth Bomber Command in dieser Phase als Erfolg gewertet. Bei geringen eigenen Verlusten führten die fortwährenden Luftangriffe auf die Industrie- und Rüstungsbetriebe zu massiven Engpässen und Produktionsausfällen. Neben den physischen Zerstörungen trauten viele Menschen sich nicht mehr, ihre Häuser zu verlassen und zur Arbeit zu gehen, da sie die Bombardierung der Fabriken befürchteten.

#### 10. Juni 1945
Die Mission 197 der Twentieth Air Force hatte ein weiteres Mal ein Präzisionsbombardement der Nakajima-Flugzeugwerke im Stadtviertel Musashino zum Ziel. Trotz mehrmaliger Bombardierung waren verschiedene Fabrikhallen noch weitgehend intakt. Von den 124 gestarteten B-29 des 73rd Bomb Wing bombardierten 118 Flugzeuge das Ziel aus einer einzelnen geschlossenen Formation. Aus einer Höhe von 5.974 bis 6.461 Metern warfen die B-29 mit Radarhilfe über 732 Tonnen 2.000-Pfund-Sprengbomben (907 kg) vom Typ AN-M66 ab. Die Stahlbeton-Hallen im östlichen Fabrikareal wurden durch Bombentreffer zu 85 % zerstört. Die restlichen Hallen des Werkes waren durch die Brände der vorhergehenden Flächenangriffe bereits zu einem großen Teil ausgebrannt. Bei dem Einsatz wurden die Bomber von rund 50 P-51-Mustang-Jagdflugzeugen des VII Fighter Command aus Iwojima begleitet. Über dem Ziel wurden neben mäßigem Flakfeuer 45 japanische Jagdflugzeuge beobachtet, die 41 Attacken flogen. Bei diesem Einsatz hatten die Amerikaner keine Verluste, aber 18 Bomber mussten auf dem Rückflug auf Iwojima notlanden.
Die Mission 200 der Twentieth Air Force am selben Tag hatte das bereits früher bombardierte Tachikawa-Motorenwerk in den Außenbezirken von Tokio zum Ziel. Von 34 gestarteten Bombern des 314th Bomb Wing erreichten 29 B-29 das Ziel. Aus einer Höhe von 6.126 bis 6.706 Metern warfen die B-29 über 153 Tonnen 500-Pfund-Sprengbomben (227 kg) vom Typ AN-M64 ab. Nach diesem Angriff war das Motorenwerk größtenteils zerstört, so dass es von der Zielliste gestrichen wurde.

#### 4. Juli 1945
159 Jagdbomber des VII Fighter Command aus Iwojima griffen Bodenziele im Großraum von Tokio an. Dabei sollen neun japanische Flugzeuge am Boden zerstört, sowie weitere 26 beschädigt worden sein. Eine P-51 ging verloren.

#### 5. Juli 1945
100 Jagdbomber des VII Fighter Command aus Iwojima griffen Bodenziele im Großraum von Tokio an. Dabei sollen sechs japanische Flugzeuge am Boden zerstört, sowie weitere 11 beschädigt worden sein.

#### 6. Juli 1945
111 Jagdbomber des VII Fighter Command aus Iwojima griffen Bodenziele im Großraum von Tokio an. Ein japanisches Flugzeug wurde in der Luft abgeschossen. Weiter sollen sechs japanische Flugzeuge am Boden zerstört, sowie weitere 25 beschädigt worden sein. Eine P-51 ging verloren.

#### 10. Juli 1945
An diesem Tag griffen trägergestützte Flugzeuge der Task Force 38 (TF 38) Flugfelder im Raum Tokio an und zerstörten rund 200 feindliche Flugzeuge am Boden. Da die Japaner ihre Luftkräfte für einen geplanten großangelegten Kamikaze-Angriff auf die alliierte Flotte zurückhielten, startete keines ihrer Flugzeuge zu Gegenangriffen.

#### 12. Juli 1945
Mit der Mission 267 startete die 20th AF in der Nacht vom 12. auf den 13. Juli einen Präzisionsbombardement der Erdölraffinerien von Kawasaki, einem Vorort von Tokio. Dieser Angriff erfolgte im Rahmen der sogenannten Eagle-Missionen, welche Einrichtungen von Mineralölunternehmen (Erdölraffinerien, Tanklager usw.) auf den japanischen Hauptinseln zum Ziel hatten. Von 60 gestarteten B-29 erreichten 55 das Ziel, das sich unter einer geschlossenen Wolkendecke befand. Die B-29 des 315th Bomb Wing waren mit je 36 AN-M64-Sprengbomben (227 kg) beladen. Aus einer Höhe von 4.572 bis 5.090 Metern warfen sie mit Radarhilfe rund 410 Tonnen Bomben ab. Auswertungen ergaben, dass die Erdölraffinerien zu 25 % zerstört wurden. Über dem Ziel wurde heftiges Flakfeuer ausgemacht, aber kein Flugzeug ging durch die japanische Abwehr verloren. Zwei B-29 stürzten auf dem Hinflug ins Meer, wovon neun Besatzungsmitglieder gerettet werden konnten.

#### 20. Juli 1945
Eine B-29 warf eine sogenannte Pumpkin Bomb auf Tokio ab. Diese Bombe war baugleich mit der Atombombe Fat Man, besaß aber anstelle des Kernsprengkopfes konventionellen Sprengstoff. Dieser Angriff diente als Zielübung für die späteren Einsätze der Atombomben. Das Ziel, der Kaiserpalast, wurde verfehlt.

#### 25. Juli 1945
In der Nacht vom 25. auf den 26. Juli flog die Twentieth Air Force mit der Mission 291 einen weiteren Angriff auf die Erdölraffinerien von Kawasaki. Dieser Angriff erfolgte wiederum im Rahmen der sogenannten Eagle-Missionen. Wegen heftiger Höhenwinde konnten von den gestarteten 83 Bombern des 315th Bomb Wing nur 75 das Ziel bombardieren. Diese warfen aus einer Höhe von 5.029 bis 5.517 Metern über 589 Tonnen AN-M64-Sprengbomben (227 kg) ab. Acht weitere Flugzeuge konnten das Ziel nicht ausmachen und warfen ihre Bomben aufs Geratewohl über Kawasaki ab. Der Angriff zerstörte rund 20 Raffinerieanlagen und Gebäude sowie 68 % der Tanklager. Eine B-29 wurde über dem Ziel durch einen direkten Flaktreffer abgeschossen und drei weitere mussten auf dem Rückflug auf Iwojima notlanden.

#### 28. Juli 1945
Über 140 Jagdbomber des VII Fighter Command aus Iwojima griffen Flugfelder und andere militärische Ziele im Großraum von Tokio an.

#### 3. August 1945
Rund 100 Jagdbomber des VII Fighter Command aus Iwojima griffen Kraftwerke, Eisenbahnanlagen und Züge im Großraum von Tokio an.

#### 5. August 1945
Über 100 Jagdbomber des VII Fighter Command aus Iwojima griffen militärische und zivile Ziele im Großraum von Tokio an.

#### 6. August 1945
Annähernd 100 Jagdbomber des VII Fighter Command aus Iwojima griffen sechs Fabriken und Kraftwerke im Großraum von Tokio an.

#### 8. August 1945

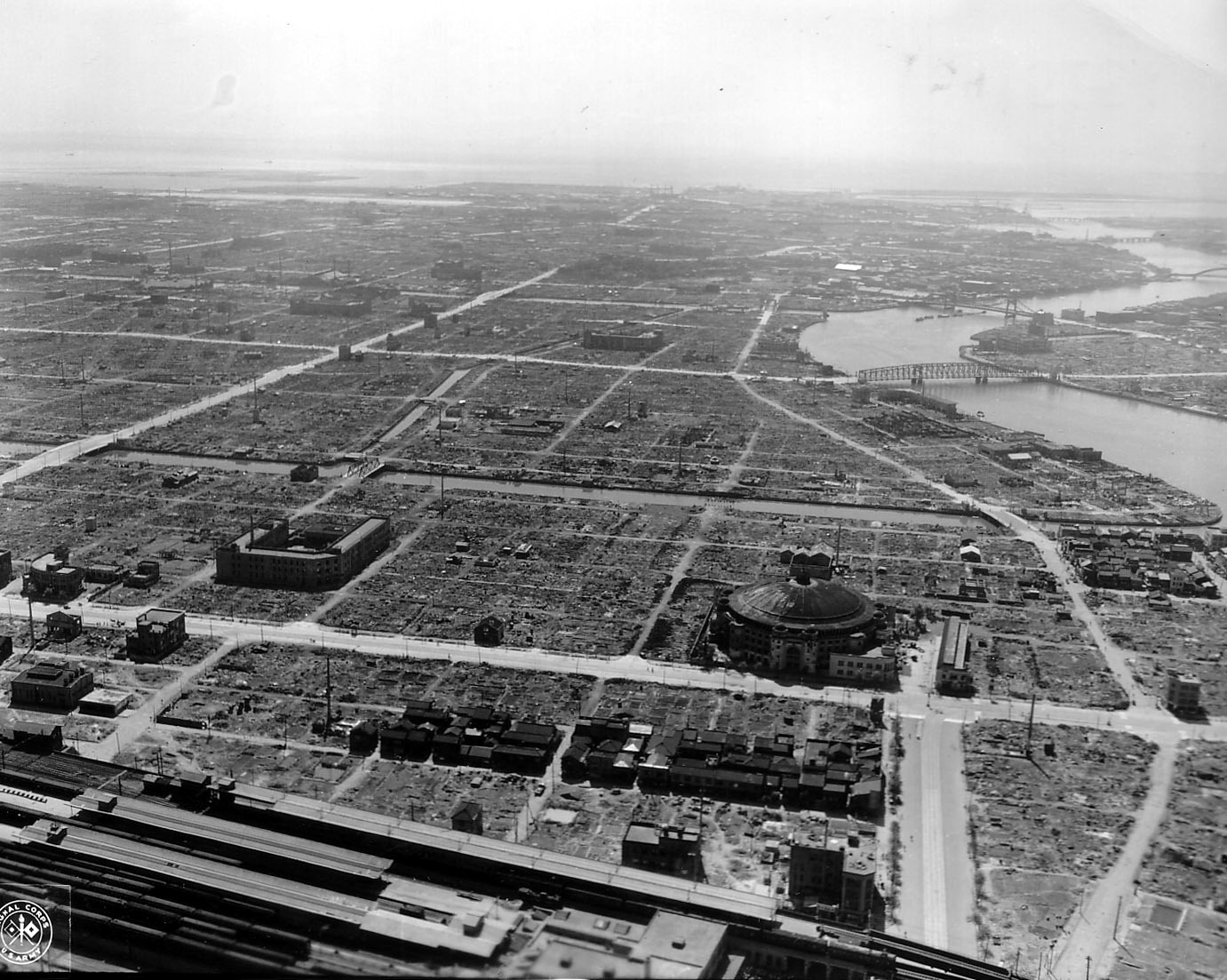
Das teilweise ausgebrannte Tokio Ende August 1945

Die Mission 320 der 20th AF galt den noch verbleibenden Fabrikhallen der Nakajima-Flugzeugwerke in Musashino. Auf den Marianen starteten 69 B-29 vom 314th BW, die mit 2.000-Pfund-AN-M66-(907 kg)-Sprengbomben beladen waren. 51 Bomber erreichten am späten Nachmittag Tokio in einer Höhe von 5.944 bis 6.843 Metern. Da das Ziel aber von Wolken bedeckt war, griffen die Bomber das Ausweichziel – die Arsenale von Tokio – an. Obwohl auch das Ausweichziel teilweise von Wolken bedeckt war, erfolgte der Bombenabwurf ohne Radarhilfe und nur die Bombenladungen einer Staffel trafen das Ziel. Die Bomben der anderen Staffeln verfehlten das Ziel um bis zu 4,5 km. Elf weitere Flugzeuge konnten kein Ziel ausmachen und warfen ihre Bomben ungezielt über Tokio ab. Bei diesem Einsatz wurden auf Tokio über 262 Tonnen Bomben abgeworfen. Die Amerikaner beobachteten bei dieser Mission verschiedene japanische Jagdflugzeuge, die aber keine Angriffe flogen. Zwei B-29 wurden über dem Ziel von der starken Flak abgeschossen und eine weitere Maschine stürzte wegen technischer Probleme ab. Diese Flugzeuge waren die letzten B-29 der Twentieth Air Force, die durch den Feind abgeschossen wurden. Zwölf weitere Bomber mussten auf dem Rückflug auf Iwojima notlanden.

#### 10. August 1945
Da beim vorherigen Einsatz die Nakajima-Flugzeugwerke nicht bombardiert werden konnten, hatte die Mission 323 der 20th AF nochmals diese Flugzeugwerke zum Ziel. Der Einsatz erfolge mit Jagdschutz von 50 P-47 Thunderbolt und P-51 Mustang. Auf den Marianen starteten 78 B-29 vom 73rd BW, die mit 2.000-Pfund-AN-M66- (907 kg) und 500-Pfund-AN-M64-(227 kg)-Sprengbomben beladen waren. 70 Bomber erreichten Tokio in einer Höhe von 6.706 bis 7.985 Metern. Wiederum war das Primärziel von Wolken bedeckt, sodass die Flugzeuge ihre Bomben über dem Ausweichziel, den Arsenalen von Tokio, abwarfen. Über 290 Tonnen Bomben fielen auf Tokio, aber keine Bombe traf das Primärziel. Drei weitere B-29 warfen ihre Bomben aufs Geratewohl über Tokio ab. Daneben griffen die Jagdflugzeuge der Eskorte mit Bordwaffen ebenfalls Bodenziele an. Die Amerikaner beobachteten bei dieser Mission verschiedene japanische Jagdflugzeuge, die aber keine Angriffe flogen. Das heftige Flakfeuer über dem Ziel beschädigte 29 Bomber, führte aber zu keinen Verlusten. Neun B-29 mussten auf dem Rückflug auf Iwojima notlanden.

#### 13. August 1945
An diesem Tag griffen trägergestützte Flugzeuge der Task Force 38 (TF 38) Schiffe, Flugfelder, Flugzeugfabriken, Kraftwerke und weitere Bodenziele im Raum Tokio an.

#### 15. August 1945
An diesem Tag erfolgte ein weiterer Angriff mit trägergestützten Flugzeugen der Task Force 38. Wiederum griffen sie im Raum Tokio Schiffe, Flugfelder, Fabriken, Kraftwerke und Eisenbahnanlagen an. 103 Flugzeuge der ersten Angriffswelle attackierten ihre Ziele, doch die zweite Angriffswelle wurde zurückgerufen, als bekannt wurde, dass die japanische Regierung der bedingungslosen Kapitulation zugestimmt hatte.

## Auswirkungen

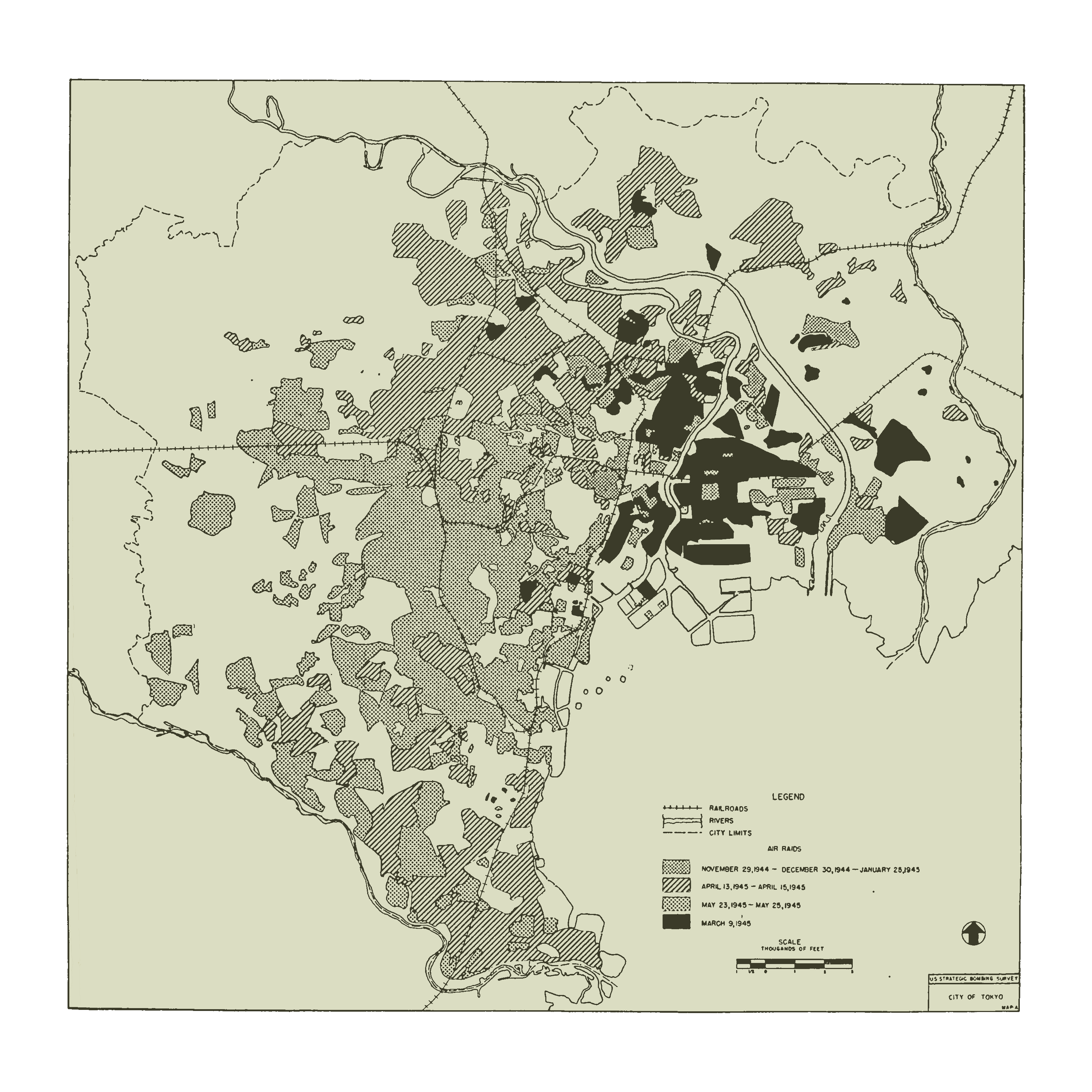
Bombenschäden von Tokio

Die sechs massiven Flächenbombardements, die gegen Tokio geflogen wurden, sind die verheerendsten Luftangriffe, die während des Zweiten Weltkrieges erfolgten. Hinsichtlich der Opferzahlen und des zerstörten Stadtgebietes stellen sie die schweren Luftangriffe in Europa auf London, Hamburg und auf Dresden bei Weitem in den Schatten. Die Menschenverluste des Luftangriffs auf Tokio vom 9./10. März 1945 überstiegen sogar die der Atombombenabwürfe auf Hiroshima und Nagasaki fünf Monate später.
Die beiden von der USAAF gesetzten Ziele – die Zerstörung der Industrieviertel sowie die Dezimierung und Zermürbung der Bevölkerung – wurden gemäß den Auswertungen des USSBS mit Erfolg erreicht. Die erste Phase der Angriffe wurde als wenig erfolgreich gewertet, da die Fabriken bei den Nachtangriffen aus großer Höhe nicht getroffen wurden. Zu diesem Zeitpunkt stand für die B-29 das AN/APQ-13-Radargerät zur Verfügung, welches infolge der viel zu geringen Auflösung kaum effektiv einsetzbar war. Die Flächenangriffe mit Brandbomben in der zweiten Phase erforderten kein präzises Zielen und waren daher viel erfolgversprechender. Diese Angriffe verursachten großflächige Schäden und forderten enorme Opfer unter der Zivilbevölkerung. In der dritten Phase konnten mit den nun zur Verfügung stehenden fortschrittlichen AN/APQ-7 Eagle-Radarsystemen aus einer geringeren Angriffshöhe Einzelziele mit verbesserter Präzision bombardiert werden. Daneben waren die japanischen Streitkräfte zu diesem Zeitpunkt kaum noch zu einer wirkungsvollen Abwehr imstande.
Insgesamt warf die Twentieth Air Force rund 20.761 Tonnen Bomben auf Tokio ab. Davon waren rund 13.985 Tonnen Brandbomben und rund 6.776 Tonnen Spreng- und Splitterbomben. Rund 79 % der Bombenlast wurde bei Flächenbombardements abgeworfen. Bei den sechs großen Brandbomben-Flächenbombardements vom Februar bis Mai 1945 wurden über 145,8 km² niedergebrannt, was 50,8 % des Stadtgebietes entsprach. 722.270 Gebäude fielen durch die Brandbombenangriffe den Flammen zum Opfer. Zusätzlich wurde von Agglomerationsgebieten Yokohama knapp 22 km² und von Kawasaki 9,3 km² zerstört. In Yokohama wurden durch die Brandbombenangriffe 89.073 Gebäude und in Kawasaki 31.603 Gebäude niedergebrannt. Von Yokohama wurde rund 57 % und von Kawasaki 35 % des Stadtgebietes zerstört. Die Luftangriffe auf Tokio führten zu zehntausenden von Toten unter der japanischen Zivilbevölkerung, die Schätzungen zu den Zahlen weichen dabei aber erheblich voneinander ab. Das United States Strategic Bombing Survey (USSBS) ermittelte im Jahr 1947, dass die Luftangriffe auf Tokio am Boden knapp 100.000 Tote und nochmals ebenso viele Verletzte forderten. Über 2,8 Millionen der Bewohner Tokios wurden obdachlos und rund 4,1 Millionen verließen die Stadt eigenmächtig oder wurden evakuiert. Diese Zahlen mussten später stark nach oben korrigiert werden, wobei abschließend keine genaue Opferzahl ermittelt werden konnte. In Yokohama wurden durch Brandbombenangriffe 4.832 Personen getötet und 17.967 verletzt. In Kawasaki forderten die Brandbombenangriffe 1.520 Tote sowie 8.759 Verletzte. In Yokohama und Kawasaki wurden 883.613 Menschen obdachlos. Ein Großteil von Tokios industrieller Kapazität wurde durch die Luftangriffe zerstört, was zu einem massiven Rückgang der Industrieproduktion in der Kantō-Region führte. Da die Brandbombenangriffe einen Großteil der Infrastruktur von Tokio zerstört hatten, kam das städtische Leben größtenteils zum Erliegen und viele Überlebende trauten sich nicht mehr ihr Heim zu verlassen. Die fortwährenden schweren Flächenangriffe führten zu einer zunehmenden Degenerierung des sozialen Gemeinschaftslebens. Durch die Angriffe brach die Wasser- und Stromversorgung in der Stadt weitgehend zusammen und trotz der Öffnung der noch intakten Nahrungsmitteldepots wurden die Nahrungsmittel bald knapp. Die Bergung und Versorgung der Überlebenden sowie die Aufräumarbeiten in der zu großen Teilen zerstörten Stadt gestalteten sich für die arg dezimierten Hilfskräfte als extrem schwierig und aufwändig. Die Angriffe auf die Zivilbevölkerung stellten laut einer Nachkriegsbefragung durch das USSBS den stärksten Faktor dar, der die Bevölkerung davon überzeugte, dass der Krieg verloren sei.

## Ethische und rechtliche Aspekte

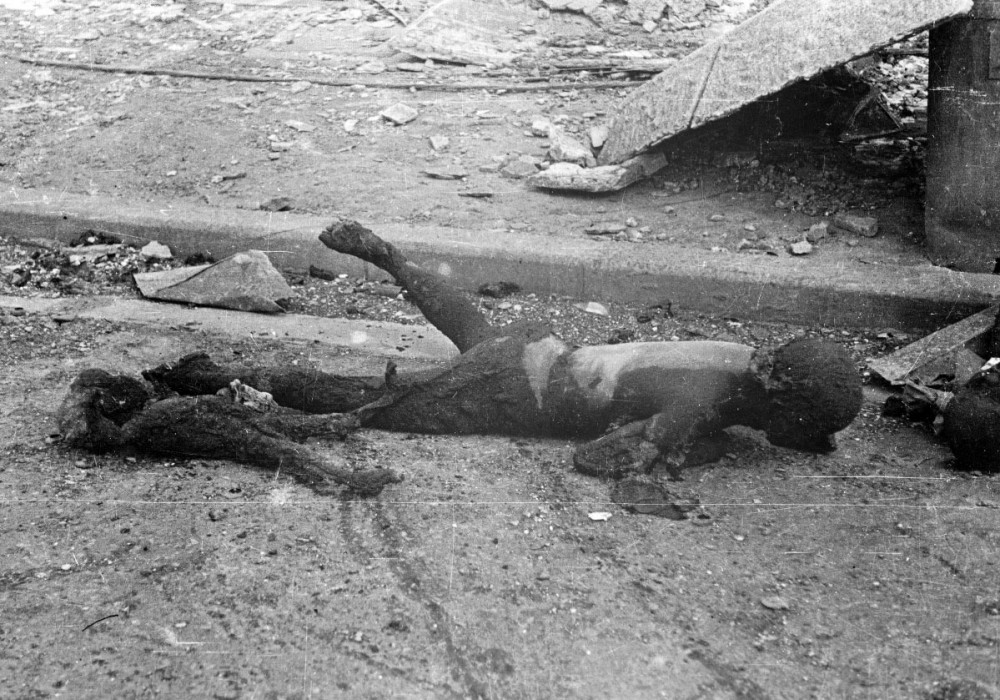
Brandbombenopfer Mutter mit Kind. Fotografiert von Ishikawa Koyo.

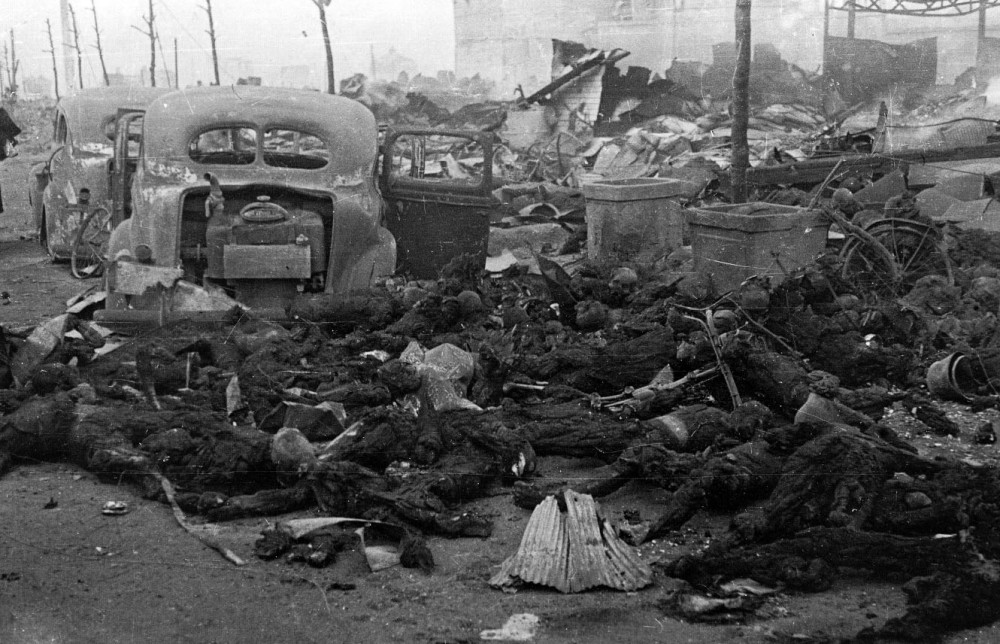
Opfer des Angriffes vom 10. März. Fotografiert von Ishikawa Koyo.

Seit dem Zweiten Weltkrieg gab es eine Vielzahl von Debatten über die ethische Richtigkeit der strategischen Bombenoperationen gegen Japan. Die Luftangriffe auf Tokio hatten, ähnlich wie die auf deutsche Städte, das Ziel, die Arbeitskräfte zu dezimieren und den Kriegswillen der Bevölkerung zu brechen. Der gezielte massive Einsatz von Brandbomben gegen die durch ihre Holzbauweise leicht entflammbaren Wohngebiete wird besonders in Japan weithin als Kriegsverbrechen bewertet. Während des Krieges befürwortete der größte Teil der amerikanischen Öffentlichkeit die Bombardements gegen das Deutsche Reich und Japan. Die wenigen Personen, die diese kritisierten, wurden als realitätsfern oder als Verräter gesehen. Einige Personen in Regierung und Militär der Vereinigten Staaten sahen die strategischen Bombardements als moralisch fragwürdig. Unter ihnen war der Brigadegeneral Bonner Fellers, der die Angriffe gegenüber einem Untergebenen als die skrupelloseste und barbarischste Ermordung von Nichtkombattanten in der Kriegsgeschichte bezeichnete. Laut dem Historiker John Dower teilten weitere hohe Offiziere Fellers’ Meinung, taten sie aber nicht öffentlich kund.
Mark Selden beschrieb den Höhepunkt der Luftangriffe im Frühling und Sommer 1945 dahingehend, dass es eine vielleicht weiterhin unerreichte Spitze des Abschlachtens von Menschen sei. Ebenso ist vermutet worden, dass die durch Propaganda verstärkte antijapanische Stimmung die Befehlshaber der USAAF dazu bewog, auf großflächige Brandbombardements zu setzen, während gegen das Deutsche Reich überwiegend Präzisionsbombardements durchgeführt wurden. Der Historiker Richard B. Frank führt diese veränderte Taktik auf eine veränderte Sichtweise zurück, inwiefern Bombardements den Kriegsverlauf beeinflussen können. Das geringe Wissen um die Struktur der japanischen Wirtschaft und die größere Anfälligkeit japanischer Städte gegen Brandbomben wären laut Frank starke Faktoren gewesen.
Der Oberbefehlshaber des XXIth Bomber Command Curtis E. LeMay, erklärte nach dem Krieg, er wäre vermutlich als Kriegsverbrecher angeklagt worden, falls die USA den Krieg verloren hätten:

“I suppose if I had lost the war, I would have been tried as a war criminal. Fortunately, we were on the winning side.”

Er empfand seine Einsätze jedoch als gerechtfertigt, da sie seiner Ansicht nach den Krieg verkürzt hätten:

“Maj. Gen. Curtis E. LeMay, commander of the B-29's of the entire Marianas area, declared that if the war is shortened by a single day the attack will have served its purpose.”

In der japanischen Bevölkerung wurde er „Unmensch LeMay“ genannt (鬼畜ルメイ, kichiku Rumei).
Auch Robert McNamara, der spätere Verteidigungsminister der USA und damals Stabsoffizier von LeMay, äußerte sich ähnlich wie LeMay. In einem der Interviews für den Dokumentarfilm The Fog of War äußerte er, dass die Brandbombenangriffe auf die Großstädte bei einem anderen Ausgang des Krieges (also keiner totalen Niederlage Japans) heute höchstwahrscheinlich als Kriegsverbrechen bewertet würden.
In den ersten Nachkriegsjahren unter der amerikanischen Besatzung verhindert die Militärzensur eine öffentliche Aufarbeitung und die Erinnerungskultur konzentriert auf die Atombombenabwürfe auf Hiroshima und Nagasaki. Zum Gedenken an die Opfer erklärte die Regierung der Präfektur Tokio den 10. März durch eine Verordnung 1990 zum Tōkyō-to heiwa no hi (東京都平和の日, „Friedenstag der Präfektur Tokio“). Im Jahr 2001 entstand eine offizielle Gedenkstätte für die Opfer der Bombardierungen.